# 吉本興業所属タレント一覧
吉本興業所属タレント一覧（よしもとこうぎょうしょぞくタレントいちらん）では、日本の芸能事務所である吉本興業に所属しているタレントを列記する。吉本興業グループの系列事務所所属タレントについても併せて記載する。

## 所属芸人

### あ行
- アーキー
- アイバー
- あーたろう
- アーデルハイド
- R藤本
- アイアン青山
- アイアンパラドックス（亀沢健介、堤大晟）
- 藍川カノン
- 愛志亭暮太
- アイジェル（飯森たくま、川合裕也）
- 愛新覚羅（佐々木拓杜、やすろー）
- あいすけ
- 相席スタート（山﨑ケイ、山添寛）
- あいなんだ（西川京弥、藤原隆）
- アイバー
- アイランドアイランド（大島拓海、長島賢史）
- アイロンヘッド（辻井亮平、ナポリ）
- アインシュタイン（稲田直樹、河井ゆずる）
- 青いデルタ（カメ、ワタコ、トミー）
- 青空 岡
- 青野敏行
- あかざきまさゆき
- アカシア（働くこまっちゃん、阿部有成）
- 茜チーフ
- 茜250cc（小泉、善家カズマサ）
- アカボシ
- 赤松圭
- 赤嶺総理
- アカンパニー（カミジョウトシキ、ワタナベユウタロウ）
- 秋おうぎ（奥野賢一、めぐむ）
- 秋田久美子
- アキナ（秋山賢太、山名文和）
- アキラ・コンチネンタル・フィーバー
- アキラマウンテン
- 阿倉川
- アケガラス（King Boy、ガネ）
- アケミ・シャイニング
- あこ
- あこー正貴
- 浅香あき恵
- 朝までいこま
- 芦澤和哉
- アシダヒモビッチ
- 阿島忠正
- アズーロ24（加藤祐樹、平賀笙馬）
- 安住
- アダージョ（古賀一樹、新里渉希）
- 安達健太郎
- 安立昌弘
- アダン
- アツアツぱん工房（宇宙のさがら、近藤）
- あっぱれコイズミ
- 宛先プレーン（荒木健太、たかまん）
- アナウンサーあや
- 穴熊（佐伯海人、永山幸志郎）
- アノ時ノマヌケ（ぴかるん、キナ）
- あばさかる（有井、流）
- アバランチ（しん、かねゆう）
- アバンチュール（ジキル、仁科陵）
- 油まみれ
- 阿夫利（大久保実咲、吉永日向子）
- アフロtheゴールドwithシスターズ（アフロtheダイアン、アフロtheゴールド、アフロtheエミリー）
- あべこうじ
- アホマイルド坂本
- アポロン山崎
- あまけん
- 飴スライダー（おちゃのこ斉藤、ナカムラケンシロウ）
- 雨野宮将明
- 綾
- あやつるぽん!
- 荒井かな
- 新井崇史
- アライヒカリ
- アラウンドリンリン（齋藤、寺田）
- 荒川おやつ
- あらきあきゆき
- ありがとう（細野哲平、ぁみ）
- アリクイエース（松岡慶純、堀口祐生）
- アリス同盟（安田、やまだ）
- ありのまさ〜し
- アリマジュタローネ
- ありんくりん（ひがりゅうた、クリス）
- アルちゃん先生
- アルバトロスしん
- アレックス（前田克野、メラちゃん）
- アロハ倶楽部（北浦優也、吉野柊也）
- アロハペンギン（友洋、ハルキ・ロドリゲス）
- あわよくば（小川祐生、西木ファビアン勇貫）
- アンカンミンカン（川島大輔、富所哲平）
- あんころもち（本間圭、アンドレとも）
- アンジェラ・デストロイ
- アンダーエイジ（熊谷由輔、結城多聞）
- アンダーポイント（増野豊、本美大）
- アンタルヤ（リュウキオブリューキ、堤勇人）
- アンチエイジ徳泉
- アンナ
- アンビシャス（たかし、森山アレキ）
- イージー蓮見
- イーシャンテン（本田圭佑、又吉康仁）
- イ・ウンジ
- 家無路男
- 伊賀健二
- 五十嵐サキ
- 碇くん
- いがわゆり蚊
- EXIT（りんたろー。、兼近大樹）
- 生瀬行人
- 池田和希
- 池田京橋
- 池田義之
- 池乃めだか
- いけもとたかひろ
- いけや賢二
- 囲碁将棋（文田大介、根建太一）
- イサリビ（上村茶屋、山口）
- いしいそうたろう
- 石井ブレンド
- 石井将登
- 石川ことみ
- 石川ユウマ
- 石川麗也
- いしころくん
- 石田しゅうじろう
- いしだ釣具店
- 石田靖
- イシバシハザマ（石橋尊久、ハザマ陽平）
- いすつくえ嫁（塩崎優太、佐藤じゅんペ）
- 出雲阿国
- イソテン玉城
- 磯本五段
- 伊丹祐貴
- イダリアン
- イチオク（タケヤ、けんしろを）
- 市川こいくち
- イチキップリン
- イチゴ（イクト、木原優一）
- 苺ちゃん
- 1-全-全
- いちばんかわいい（さくら(^^)、にににこーちゃん）
- 壹番地（平田克之、木村光宏）
- イツキ・マクベス
- 一輝ん（阿久戸あいみ姉さん、ナベケン）
- いっすねー!山脇
- いっちゃく先生
- いってらっしゃいBOY
- いつもたいしゃ（シンジ君、黒田）
- 伊藤製作所
- 伊藤夏美香
- 伊藤もとひろ
- 伊藤ロビンソン
- いとしんはいほい
- イナ稲野
- いぬ（有馬徹、太田隆司）
- 犬塚大冒険
- 井ノ上勝一
- 井上少年
- 井上マー
- 井上虫歯二本
- 井上安世
- 井上優真
- 井野こけし
- 居残りサミット（井上彩輝、奥口・B・裕也）
- イノシカチョウ（関本、高田、ムギ）
- 井下大活躍
- いぶし銀（那須安正、小松正幸）
- 今井らいぱち
- 今北実徳
- 今田耕司
- いまふく
- 今別府直之
- 今村透
- 井村綾子
- 井村勝
- 入澤弘喜
- 入間国際宣言（千葉ゴウ、西田好孝）
- いろは（井上水輝、富高）
- 岩崎タツキ
- イワタアキラ
- 岩田勇人
- インクルージョン（坂下登哉、米沢大志）
- インスタント（井上防衛ライン、木村）
- いんそむにあ（大熊拳児、大石まさてる）
- インテイク（鈴木龍平、まえかず）
- インドア山田
- インパルス（堤下敦、板倉俊之）
- インポッシブル（えいじ、ひるちゃん）
- ウイスキーカノン（ササカ、山田敬弘）
- ウィスキーズ（安保大暉、豊田修平）
- うー
- ウーマンラッシュアワー（村本大輔、中川パラダイス）
- 烏龍パーク（橋本武志、加藤康雄）
- 上窪仁
- ウエスタンズ（荒井卓哉、石塚裕人）
- ウエスP
- 上の山たかひさ
- 上原チョー
- ウォンバット（やなせゆうき、水谷優太）
- うかり
- 烏川耕一
- ウキウキゆうきっ!
- 鶯（なぎ、杉村翼）
- 兎わさび（大島誠也、菊池拓也）
- うただ（一石達也、宮本）
- 歌マリ
- 内川サンライズ
- 内田うっちー
- 内場勝則
- ウッチィ
- うっつん
- 宇都宮まき
- 内海仁志
- 海原さおり
- 海原やすよ ともこ（海原やすよ、海原ともこ）
- 海本晃
- 梅景秀平
- うめすぴか（玉城理恩、ハラモト）
- 梅谷斎
- 梅本あ行
- 裏切りマンキーコング（風次、にしざわ学園）
- 浦添ウインドゥ（島智大、積友也）
- ウルトラコアラ（ハギ、さわ）
- うるとらブギーズ（佐々木崇博、八木崇）
- ウルランテ（永山来紀、とだみ）
- 上床美智子
- エアコンぶんぶんお姉さん
- 英熊同盟（ミカイル、伊東貴彦）
- エイケツ（なかべぇ、吉田十五歳）
- エイゾウ
- A16
- ABCDE湯かげん（海船、東野すべろ）
- 江川莉菜
- エゴイロイルカ（石嶺真尚、城間和哉）
- 江崎ばもん
- Sサイズ
- エスファイブ（はち、うえの譲治、ユーヤ）
- XYZ（CURACHI、宮北裕太）
- エド・はるみ
- 江戸ベルト（キタムラタクロー、スーパーかつ。）
- 江西あきよし
- 縁ひなこ
- エバース（佐々木隆史、町田和樹）
- エハラマサヒロ
- Everybody（タクトOK!!、かわなみchoy?）
- F極グラビア（はがたけし、矢吹欠）
- えまのん（立花慶次郎、藤間実）
- エメラルドバンバンジー（山﨑大学生、ラムセスレイジ、みよしカタパルト）
- えりんぎ（おだいらつかさ、佐藤未来）
- LLR（福田恵悟、伊藤智博）
- エルフ（荒川、はる）
- エレガント人生（中込悠、山井祥子）
- エンドゥーコウキくん
- おいでやす小田
- 黄金の桜（田村浩己、ふくらはぎかかと）
- 近江（戸﨑寛太、中川翔太）
- オオカミ少年（浜口裕章、片岡正徳）
- 大木こだま・ひびき（大木こだま、大木ひびき）
- おーきに良太郎
- 大木はんすけ
- 大久保翼
- オーケストラ（石井勝太郎、河野拳也）
- オーサカクレオパトラ（克信、りえちゃん）
- 大迫マミ
- 大澤昌季
- 大島和久
- おおすかてんちょ〜
- A-000（斉藤大輔、明珍翔太）
- 太田和志
- 太田柊人
- 大谷健太
- 大谷哲也
- 太田芳伸
- オーツー（オクショーヤ、おざき映画館）
- 大塚澪
- 大西強運
- 大西哲也
- 大西ライオン
- オーバー・ヘット・ヘットン（池田文也、西澤直樹）
- おーみ
- 大嶺周輝
- 大屋あゆみ
- 大山瑛三
- 大山姉妹（大山ルミ、大山恵理乃）
- 大山英雄
- オール阪神・巨人（オール巨人、オール阪神）
- おかけんた
- おかずクラブ（オカリナ、ゆいP）
- 岡田直子
- おかっぺ
- オカピ
- 岡部歩
- 岡村哲志
- 岡本繭
- 小川恵夢
- おかわり正之
- 奥重敦史
- オクティ
- オクマサ（奥田たかゆき、村澤シュージ）
- 奥村隼也
- 桶狭間（大中悠吾、小林達彦）
- オコチャ
- おこめ（ジブラーD介。、のぶお）
- おさいゆう
- おしどり（ケン、マコ）
- 推し牡丹（中川治、泉博之）
- おしみんまる
- おしゃべりぼくろ（金田湧人、中平眞輔）
- オシャンティー東
- オジョー
- オスペンギン（山中崇敬、でれすけ）
- オズワルド（畠中悠、伊藤俊介）
- オダウエダ（小田結希、植田紫帆）
- おたまじゃくし中西
- おっきぃ♥よしくん♪
- おっくん
- おとうふ（武藤里奈、山中伸之）
- 御伽
- 漢咲コータロー
- 男鰤男
- オトメタチ（おこめちゃん、女 ゆきえ）
- 踊るベンガルトラ（水分スイ、萬杏菜）
- 音羽一憲
- おとんがポックリ残されたうちら（小春誠治、コハル桂子）
- おとんどぅ（山岡純也、福田遼平）
- おなまえ溝口
- オニイチャン（こんちゃん、府上祐哉）
- 鬼越トマホーク（良ちゃん、金ちゃん）
- 鬼としみちゃむ（しみちゃむ、鬼沢さん）
- 鬼ぷりん（ピッピ大谷、大石）
- 小野寺達也
- オノマトペ（あると、山元まお）
- おばあちゃん
- おばけ（ヒラモトアイナ、山口泰弘）
- おばたのお兄さん
- 帯谷孝史
- おびわん（うさみエピソードIV、モンデン）
- おぷこたご（栗山樹、りゅうき）
- おふろ（早崎貴宏、井上ステーキ）
- オフローズ（カンノコレクション、宮崎駿介、明賀愛貴）
- おミュータンツ（川嶋おもち、宮戸フィルム）
- オムライスマカロン（上村淳也、神垣）
- おもいで財閥（ユウダチ、弦左衛門）
- オヤカタくん
- お野菜太郎
- おやどまり
- 親指ぎゅー太郎
- おりいかえで
- オリオンリーグ（剛くん、玉代勢直）
- オリハルコン（古川輝、加藤御膳。）
- おれらんち（ガッパイ高嶋、どーむ）
- 女と男（和田美枝、市川義一）

### か行
- カーコ
- カーネーション（岡下雅典、吉田結衣）
- カーネギー（さわとおる、松相遼）
- ガーリィレコード（フェニックス、高井佳佑）
- ガーリックボーイ木村
- カイキンショウ（カイラ、ショウきん）
- カイちゃん
- 快盗スズメ（関和紀、白川誠）
- 街灯めろん（新久保勝貴、ジカキン）
- かいゆうた
- COWCOW（多田健二、善し）
- カエルサークル（クリィミーまなちゃん、ソイくん）
- 蛙亭（中野周平、イワクラ）
- かおりーんっ
- cacao（高橋、浦田スターク、たっぺい）
- 柿（げんせい、銘苅）
- ガクテンソク（よじょう、奥田修二）
- かけおち（青木マッチョ、赤木ぼうず）
- 影武者（樫谷侑希、北村真輝）
- カゲヤマ（タバやん。、益田康平）
- カケル
- 華山（安井、にこらす）
- かじがや卓哉
- カシスオレンジ（ポっポ、仲本新）
- 梶剛
- 梶原雄太（キングコング）
- ガジャボイ（大盛、阪本佳大）
- カソク装置（フジモト、ジェットスガワラ）
- 家族チャーハン（大石、江頭）
- カタオカタカユキ
- かたつむり（中澤本鮪、林万介、ピーチ）
- ガチャガチャ（かんちゃん、ジョージ）
- かちむし（橋本チャーリー、フジバントン）
- がっき〜
- ガッツいわせ
- カッパ23
- かつみ♥さゆり（かつみ♥、♥さゆり）
- カツラギ（石井肇、石井彰）
- かとぅー
- 蟹々々エミ
- かねまさ
- 兼光タカシ
- カノッサ（ウエハース光川、須崎裕一郎）
- カバ
- ガブリエル三谷
- カベポスター（永見大吾、浜田順平）
- かまいたち（山内健司、濱家隆一）
- カマタ
- KAMIKAZE（杉原充利、米田裕勝）
- 上河内貴人
- かみしん
- 上村愛
- 亀井しんじろ
- 亀井大輔
- 亀コーラ（イチヂクフジタ、金子航大）
- 亀子のぶお
- カラークーラー（中山和洋、丸地幸大）
- からし蓮根（伊織ラッキー、青空）
- カラタチ（大山和也、前田壮太）
- ガリガリガリクソン
- かりすま〜ず（あゆ、幹てつや）
- ガリットチュウ（福島善成、熊谷茶）
- 仮屋竹洋
- ガルシア
- ガレッジセール（川田広樹、ゴリ）
- 川上じゅん
- 川口翔太郎
- 川筋ライラ
- 川西賢志郎
- かわばたくん
- 川端知貴
- 川畑泰史
- ガンギマリ（なみ、ゴジョウツバサ）
- 神崎（タイセイ、りゅうりゅう）
- がんだあら（藪雅記、水野政晴）
- がんばれ!みわちゃん
- ガンバレルーヤ（まひる、よしこ）
- 看板屋の和光
- カンフーカンフー（チェン、キムリョンス）
- 官兵衛（石橋俊春、伊藤貴之）
- キートン
- 木尾モデル
- 祇園（木﨑太郎、櫻井健一朗）
- ギガブレイク（ほりえさん、西川建太朗）
- キガラシ属（山崎、太郎）
- 菊重直希
- キクチウソツカナイ。
- きさらぎ（優、湯面）
- キシモトマイ
- 北代祐太
- 北中こぞう
- 北林ティナ
- 北牧涼太
- 北村ただし
- 喫茶ムーン（阿部南斗、レヲン）
- キット（草野恭平、久冨祥寛）
- きっと君はくるさ（つづき、カルビちゃん）
- キトサン（大久保光希、水谷壮汰）
- キナリトル（立井京雅、あだちだいき）
- 気になるあの娘（カイト丸山、にわか片山、ぬま水沼）
- 木下鮎美
- 木下弱
- 木下ねっこ
- 木村
- 木村祐一
- キャッチャー冠野
- キャッツ（黒田凌、鶴田将也）
- キャツミ
- キャベツ確認中（キャプテン★ザコ、しまぞうZ）
- 木山タクノリ
- きゃろっときゃべつ（えいじ、みく）
- ギャロップ（林健、毛利大亮）
- キャンディハウス（在間昌一、穴吹陽平）
- きゃんまーぶ（岩倉愛樹、斎藤尚吾）
- Qぐみ（シバユキヒコ、ミカミヒデノリ）
- 9番街レトロ（京極風斗、なかむら☆しゅん）
- 牛ぺぺ（おねえちゃん、ゆたか）
- 凝固体ヨーグル（中谷友美、サワダボリビア）
- 兄弟（紅葉、体制）
- ぎょうぶ（為国、澤畑健二）
- きょうもかもがわ（高田隆平、松谷流行）
- 清川雄司
- ギョ雷魚（ガ〜ヒ〜♪、中岡ミイラ）
- 桐生ザベスト
- 麒麟（田村裕、川島明）
- 銀河ゆめゆめ（坂田光、のぶきよ）
- 金魚番長（箕輪智征、古市勇介）
- キング
- キングビスケット（平井夏樹、藤城翔威）
- 銀シャリ（鰻和弘、橋本直)
- 金属バット（小林圭輔、友保隼平）
- 銀ネコパンチ（出雲光、矢澤祐太）
- 金原早苗
- キンボシ（西田淳裕、有宗高志）
- 空気階段（鈴木もぐら、水川かたまり）
- 空馬良樹
- 空前メテオ（茶屋、大門正尚）
- 日下博貴
- 草場先生
- 鎖かたひら（栗花隆志、星健人）
- 楠見大輔
- 楠本見江子
- グッピーこずえ
- 轡田直也
- 国崎恵美
- くぼたダッシュ
- 久保遥
- くまだまさし
- くまっこぶらざぁず
- 久米ぴぃまん
- くらげ（杉昇、渡辺翔太）
- クラドメタケ
- グランジ（五明拓弥、遠山大輔、大）
- グリフィー（りょうたろう、ホセマイアミ）
- ぐりんさむ
- くるくるコミック（荻野晋吾、よね皮ホホ骨）
- 胡桃（慶士、くっすー）
- CRAZY COCO
- グレネイド（萌、大将）
- ぐろう（家村涼太、高松巧）
- クローバー（大熊克哉、品川和広、えびちゃん）
- 黒帯（大西進、てらうち）
- クロスバー直撃（渡邊センス、前野悠介）
- 黒台陽平
- クロフネ（松山健太、あづまひでのり）
- 黒ラブ教授
- 桑田
- 軍艦（梅野健太郎、仁）
- KLキンジョー
- ケイタロー
- 外刻条【地下芸人から売れっ子芸人に下克上】
- ゲチェナ（池田卓弥、野村高確率）
- ケバブ丸
- ケビンス（仁木恭平、山口コンボイ）
- ゲラゲラ星人
- ゲランプシィ（平岡将、福島哲治）
- ゲルマニウム（齋藤達也、須貝文人）
- げんき〜ず（元気☆たつや、宇野けんたろう）
- ケンコウコツ（新先生、成瀬社長）
- 健康ゾンビ（プッチンあつこ、まのまんが）
- けんじる
- げんすけ
- ゲンセンシホウセン
- けんたくん
- けんちゃん
- ケンドーコバヤシ
- kento fukaya
- ケン坊田中
- 小泉エリ
- 小出KidZ
- 小芋
- Ko
- 豪快キャプテン（べーやん、山下ギャンブルゴリラ）
- 上坂明
- KOUJITSU（イマイナオ、青川なおき、坂江陸）
- 高速ベビーカー（みなもと源、竹之内紳士）
- 紅点（バロン西郷、お徳）
- 幸のとり（永迫拓海、福嶋一夫）
- 河野ヒロアキ
- 甲野まさのり
- 高野豆腐
- 高麗人参（北浦、藤木）
- ゴエモン（濱田浩平、だいじゅ）
- GO!皆川
- こーよーのすけ
- ゴールデンルールズ（有馬敬希、根本悠）
- こがけん
- こがちゃん
- 五月天気（近年稀に見る久保、片田KTD）
- 極上（りょーま、大澤勇吾）
- 国道アリス（かとうスムージー、コヤマダ）
- ココリコ（遠藤章造、田中直樹）
- 志隆
- こじこーじ
- 小島しょーへい
- こじまラテ
- ゴスケ
- 小鈴木
- こだま児玉
- こっこ
- コットン（西村真二、きょん）
- こてつ（北村智、河合武俊）
- 小寺真理
- 小虎（福井祐樹、りょう）
- 小西武蔵
- 小西誠
- 小西佑紀
- このまま誰かと（小原翔、吉岡あきろう）
- 小橋川隆太
- 小林周平
- 小林ゆう
- 小晴る
- こまちねーぶる伯爵
- 狛犬（坂口トラック、櫛野）
- コミダ（高杉康平、石田文晃）
- 小森園ひろし
- 小森政人
- 木漏れ日（越偉、細羽貴文）
- こやつタイム
- 小籔千豊
- こゆり
- こりゃめでてーな（おお江健次、伊藤こう大）
- コロウカン（永江ヒデト、川端武志）
- コロコロチキチキペッパーズ（ナダル、西野創人）
- コロネケン（束田、渋谷）
- ゴング（四角、りゅーじ）
- ごんたくれ（田中祐馬、武藤洋人）
- ごん太郎
- コンドルキック（伊藤竜将、佐土原駿平）
- コンバット満
- こんばらさん
- 今夜はブルース（ソウヤタニグチ、清家太浪）

### さ行
- サーモメーター（瞳吉、公晟）
- 最強（鶴永雄大、中森慎哉）
- 斉藤紳士
- 斉藤たくみ
- 齋藤のようなもの
- サウジピンク（赤塚伯瑠央、小野寺大）
- サウンドコピー・上純一
- 酒井藍
- サカイスト（伝ペー、マサヨシ）
- 坂口真弓
- THE片思いサンデーズ（那須雄介、サキュヴァス）
- 咲方響
- 阪田悠大
- さかみぐら（銀次郎、しおん）
- サカモト's
- 佐川ピン芸人
- さきはまっくす
- 佐久間一行
- 桜 稲垣早希
- 桜井雅斗
- さこリッチ
- ササクロ（黒澤助監督、佐々木スクイズ）
- 漣大旋風
- 笹やん
- ZAZY
- 佐助
- サソリオレンジ（石井裕大、高村魁人）
- 佐竹佑一
- 佐田昌基
- 佐藤太一郎
- 佐藤武志
- 佐藤ピリオド.
- 佐藤美優
- 佐藤佳幸
- さとゆり
- Sunny's（金城外野手、斉藤陽己）
- さね
- 茶飯事（小杉山直樹、隈元謙治）
- ザ・パンチ（パンチ浜崎、ノーパンチ松尾）
- サバンナ（八木真澄、高橋茂雄)
- サブスタンス（きゅうた、はまだ）
- サブマリン（伊藤達也、重久広大）
- ザ・プラン9（浅越ゴエ、お〜い!久馬、ヤナギブソン、コヴァンサン、きょうくん、爆ノ介）
- ザ・ぼんち（ぼんちおさむ、里見まさと）
- サマソ（海老原祥、高野芳輝）
- サムtheWorld
- 侍スライス（加藤、門田）
- 鮫島幸恵
- さや香（新山、石井）
- 彩華
- さゆみ・ひかり（宮川さゆみ、木村ひかり）
- サヨナラサユリ（あこちゃん、奥田一貴）
- サラバック吉村
- サルイン
- サルゴリラ（赤羽健壱、児玉智洋）
- ザ・ローリングモンキー（カツキ、ムサシ）
- ザ・ロドリゲス・ボルボ
- 澤田裕介
- さわやかだいちゅき（ナカジマーズ、ふみお）
- さんきゅう倉田
- さんさんず（タカシ、ゾエ、木田大輔）
- 3時のヒロイン（ゆめっち、福田麻貴、かなで）
- 山椒魚（ひでき、フィジカル北岡）
- ザンゾウ（土田元晴、本橋遼太、鷹林達哉）
- サンタ（根本秀大、平田直樹）
- 三代目姐
- サンタモニカ（ポール、マイム）
- さんびきのぱんだ（牛若丸考世、あきひこ、まろ）
- サンライズ(川野翔、T-ALEX、山野金融)
- 三瓶
- 三本スゲユウタ
- 三遊間（稲継諒、櫻井一世）
- しあつ野郎
- GAG（SJ、福井俊太郎、安田ファニー）
- ジーニョ
- しいはしジャスタウェイ
- シーマン當眞
- ジェイソンジョー（上田大貴、櫻岡一生）
- ジェミニ（伊藤友太、伊藤公太）
- ジェラードン（アタック西本、かみちぃ）
- ジェリービーンズ・コレクション（あきはる、いじま）
- ジェリービンズ（西川、ケン）
- ジェロニモ（Yukio、牧尾恭幸）
- 塩見フリーダム
- しおやんダイバー
- シカゴ実業（中川ひちゃゆき、山本プロ野球）
- しがしが
- シグナル（みずきち、カズ）
- しぐま
- シゲカズです
- 重谷ほたる
- 重野弘章
- 獅子
- シシガシラ（浜中英昌、脇田）
- 四条雪野
- しずる（池田一真、純）
- シソンヌ（じろう、長谷川忍）
- 次長課長（河本準一、井上聡）
- 十手（十田卓、西手隼人）
- 紫電（秋本智弘、依田輝）
- 品川庄司（品川祐、庄司智春）
- シナジー
- 品ちゃん
- 信濃岳夫
- 篠原幸子
- 篠原翔
- シノブ（森山社若、櫻井）
- シベリア文太
- 島岡亮丞
- しましまんず（すなやま心すなお、フジイテルオ）
- 島田一の介
- 島田かずさ
- 島田航也
- 島田珠代
- 島田まさし
- シマッシュレコード（嶋田修平、島居俊介）
- 島袋忍
- ジミー大西
- 清水けんじ
- 清水啓之
- 清水ひろふみ
- 清水ミカ
- 清水ゆうや
- シメギ
- 下川24時
- 下川はじメロディ
- 下畑幸祐
- 霜降り明星（せいや、粗品）
- シモリュウ（シモタ、前田龍二）
- 師問
- ジャーマンズ（純THE岡林、鈴木まん太郎）
- しゃーやん
- しゃかりき（光、おっくん）
- 社長
- しゃっきー
- 遮二無二白馬（がーがー、大幸）
- じゃパン（東日本、西日本）
- じゃぴょん桑折
- ジャボリ・ジェフ
- ジャルジャル（後藤淳平、福徳秀介）
- シャルロット
- ジャングルポケット（おたけ、太田博久）
- ジャントリック（鈴木まさと、市村駿）
- 上海蟹（崎岡竜之、長尾だるま）
- ジャンピン（西川裕二郎、きらく）
- シャンプーハット（恋さん、てつじ）
- 11月のリサ（大森慎介、まむ）
- 十五時半（今福直暉、小倉正稔）
- 十八番（砂古徹哉、畑山純哉）
- 週末ネオン（週末、510悠）
- シューレスジョー
- シュッとしてリュウキ
- ジュエリー志織
- しゅんしゅんクリニックP
- しゅんすけ（さかもと、ほりお）
- 俊ちゃん賢ちゃん（佐藤俊平、長瀬賢人）
- 準特急久保田
- じゅんとなつ（西森夏美、久保潤平）
- じゅんぺいチャンネル
- ジョイマン（高木晋哉、池谷和志）
- 上下関係（仁木希夢、和田隼人）
- ショウショウ（羽田昇平、羽田昇司）
- 錠剤（森勇太、山田竜也）
- 情熱の薔薇
- 上前田ししょう
- ジョーク（牧修平、江崎真一郎）
- ショートケーくん
- しょーぶ
- ジョックロック（福本ユウショウ、ゆうじろー）
- ショニヘスタ（二瓶升都、松田渉）
- しょんぱい（宮本龍一、じゅん院長）
- 白井千尋
- シラタマ
- 白珠イチゴ
- 白波瀬
- しらんやつら（みおぼえがないやつ、しらんやつ）
- シルク
- しるばーまん（有村修一、米本叔生）
- 白くま（白井直幸、くまもとゆうき）
- 白ヌートリア（青山、森）
- しんかい
- 深海魚
- シングシング（伊谷燿、なかたつ、森主仁）
- シンクタンク（近江のこかじろう、タンク）
- ジングルス（生駒祐樹、斉藤弘樹）
- シンクロニシティ（よしおか、西野）
- SHINGO★尼崎
- しんじ
- 神速エール（福澤、西村こうし）
- 陣内智則
- 神野敏行
- 新橋亭しょうゆ
- シンプルな野西
- しんぺい
- しんや
- 水牛
- 翠星チークダンス（ちろる、木佐凌一朗）
- 水星マーキュリー（五輪拓朗、井土七瑠）
- スイラン（ほしともき、大久保翔平）
- スーズ（黒木すず、高見）
- スーパーサイズ・ミー（黒田大樹、西本たける、岡田直也）
- スーパートマト（岡部大輔、小田島信介）
- スーパーフライデー（深田、武内）
- スーパーマラドーナ（田中一彦、武智）
- 末成映薫
- すゑひろがりず（南條庄助、三島達矢）
- すがい
- スカイサーキット（小阪浩己、松本勇馬）
- ずが☆こうさく
- スカチャン（みや、ヤジマリー。）
- 杉江大喜
- 杉岡みどり
- すぎむら
- スキンケア大学（ちかや、吉野大）
- スキンヘッドカメラ（岡本、シモ）
- スクールゾーン（橋本稜、俵山峻）
- スクラップス（ヨシオちゃん、サン北川、安藤陸）
- スクランブル（だいき、としき）
- スグルセンチメンタル
- スケール
- 祐代朗功
- すごい高橋
- 双六人間（ユーチン、石川ひろし）
- 寿司ボンバー
- すしまる（菊池デニム、あきぞう）
- 鈴川絢子
- 鈴木
- 鈴木克彦
- 鈴木バイダン
- 鈴木ララバイ
- 鈴木ロン毛
- すずらん（山本貴之、しげ）
- スタイリッシュポテト（澤田皇汰、菅博雅）
- スタジオカドタ
- すたみなまん（タケ、ヒロ）
- すっちー
- 素敵じゃないか（柏木成彦、吉野晋右）
- ステボシ（みっちょん。、高橋）
- すとうもりと
- ストライク佐竹
- ストロベビー（ディエゴ、生いっちょう）
- スナフキンズ（松永ボディ、朝地亮介）
- SNOBつね
- スパイク（小川暖奈、松浦志穂）
- スパイシー坊や
- ずばり!タコ介
- スパルタン（鷲津隆芳、ホタ）
- span!（水本健一、マコト）
- スベリー杉田
- スマートタカシ
- スマイル（瀬戸洋祐、ウーイェイよしたか）
- 隅田美保
- 住吉大和
- すみれ
- すももたち（まさなお、網瞭太）
- スリムクラブ（真栄田賢、内間政成）
- スロッピ（ななえ、松間雄亮）
- スンスーン（大山No.3、パンダ）
- セインツ（上田真也、辻本桂太）
- 世界横断行進曲（おやす、みきや）
- 世界クジラ（和泉、村田）
- 世界のこーぞー
- セカンドブラウン（高野祐貴、ミナミ）
- 関田将人
- 世間知らズ（西田さおり、椎木ゆうた）
- セッツァー（ダリル、つげちゃん）
- 瀬戸佑樹
- セブンbyセブン（玉城泰拙、宮平享奈緒）
- ゼロカラン（ワキユウタ、たいが）
- せらっきょ
- セルライトスパ（肥後裕之、大須賀健剛）
- ぜんじろう
- 仙堂花歩
- 千日前ゴールデンポップス（ガーヤマちゃん、村岡わっしょい!）
- 千年ぶり（時央記念日、みのる）
- センリーズ（テコンドー近藤、きたしろ）
- そいそ〜す（カメオ、ナベ）
- そいつどいつ（市川刺身、松本竹馬）
- 崇三朗
- 相乗効果（トキ、閑歳けいすけ）
- 象美人 （三吉ハイボール、盛武）
- ソウタヤマモト
- 曽麻綾
- ソーマ党
- そこらへん元気
- 粗大53（すずめ、まさだ）
- ソドム
- そのこ
- ソマオ・ミートボール
- 空良
- ソラシド（本坊元児、水口靖一郎）
- ソレガケイゴ

### た行
- ダークレイK
- タートルデッパ（明太子えいじ、川添社長）
- ダイアン（ユースケ、津田篤宏）
- だいかん。
- たいき
- 大黒笑けいけい
- 大自然（しんちゃん、ロジャー）
- 大正サウナ（國島チャカフィロ、てつはる）
- たいぞう
- たいゾーよねだ
- ダイタク（吉本大、吉本拓）
- だいたひかる
- だいち
- 大チーズ
- 大天使マイク
- ダイノジ（大地洋輔、大谷ノブ彦）
- 大平サブロー
- 太鵬（太朗、さがえわたる）
- タイムキーパー（まついあきら、安土範彦）
- ダイヤモンド（野澤輸出、小野竜輔）
- 大乱ポゥ!ボマッシュブラ坊主!（ポゥポゥくん、ボマちゃん、あずき坊主）
- ダウンタウン（松本人志、浜田雅功）
- タカアンドトシ（タカ、トシ）
- 高井俊彦
- たかおみゆき
- 高桑航平
- 高島市長
- たかくら引越センター
- 高須レイヤ
- 高関優
- 高田課長
- 高田健太郎
- 高橋知
- 高橋パーティ
- 高橋靖子
- たかぴんア・ラ・モード☆
- 高山トモヒロ（ケツカッチン）
- 滝音（さすけ、秋定遼太郎）
- 瀧見信行
- 濁音（瀬戸口ヒロスケ、石川テルキ）
- 田口朋子
- たくろう（赤木裕、きむらバンド）
- 武井志門
- たけうちっち
- 竹川裕輝
- 竹迫ゆうじ
- 竹下将
- タケ竹原
- たけだバーベキュー
- タケト
- 竹永よしたか
- たこせんワールド
- ダコタハウス（秋元ジュンス、富永リリィ）
- たこ珍味（マングー優策、はなと）
- たこみ
- 太宰（てつ、あやむ）
- 田島優弘
- TASUKU
- 黄昏の森（森川海豊、森島優介）
- DADAおじさん
- タチマチ（安達周平、胡内佑介）
- タッキィ
- タックイン（沢信之、三根孝彦）
- タックルながい。
- 田津原理音
- 龍見
- 辰己智之
- たつろう
- 例えば炎（タキノ ルイ、田上）
- たどころ（パウロ、たかし、ｷﾃｨ）
- たなか茜
- 田中寿英
- 田中杜貴介
- 田中靖訓
- タナからイケダ（田邊孟徳、池田周平）
- 谷川友梨
- タニャロー（ウガジンポン、ハリキリちゃん）
- 田原寿幸
- タバル
- ダブルアート（タグ、真べぇ）
- ダブルウィッシュ（井手一博、中川新介）
- ダブルヒガシ（大東翔生、東良介）
- ダブルブル（藤井拓也、三宅新太）
- 玉置洋行
- 魂の巾着（金井佑介、本多修）
- たまちぇる
- たまゆら学園（わたあめりな、植木おでん）
- たむかい
- 田村淳
- たむらけんじ
- 田村佑太郎
- ダメカンちゃん
- タモンズ（大波康平、安部浩章）
- タランティーノン（せいくん、山本勘太）
- タレンチ（コバタユウ、芝田大輝）
- たろう
- たろちゃん組
- 多和田上人
- 弾
- 男性ブランコ（浦井のりひろ、平井まさあき）
- タンドリーランドリー（いしはらみかん、柴田康生）
- ダンビラムーチョ（大原優一、原田フニャオ）
- タンプルー（川上智之、北谷尚士）
- TEAM近藤
- TEAM BANANA（藤本友美、山田愛実）
- チーモンチョーチュウ（白井鉄也、菊地浩輔）
- ちぇす（長谷川瞬、若松弘樹）
- チェリー大作戦（ねんど、宗安聖）
- 近くにある喫茶店（松下友樹、フクダセカンド）
- ちかこ先生
- チカコホンマ
- チキンナンゴー（ぶぎー、山下翔太）
- チキンナンバン（森本英樹、大川知英）
- ちっぴぃちゃんズ
- 千鳥（大悟、ノブ）
- 千葉公平
- 千葉3LDK
- 千原兄弟（千原ジュニア、千原せいじ)
- ちみもうりょう
- ぢゃいこ
- チャイルドプリンス（北山水泳、ラストオーダー織田）
- 餃子（林響真、田中翔太）
- 茶々
- チャッカ（やまC、やまも司令官、西原つづき）
- 着火ファイヤー太田
- チャド・マレーン（ティ・カトウ、チャド・マレーン）
- ちゃらん婆（修平、のちゃーん）
- ちゃらんぽらん冨好
- チャンス大城
- 中華兄弟（キミヤ・ディプシ、秋山仰）
- 中條健一
- チュートリアル（徳井義実、福田充徳）
- 超速バギー（明里洋輔、アキラ、ハマムラ）
- チョコレートプラネット（長田庄平、松尾駿）
- チョッキGT5000
- ちょんまげラーメン（田渕章裕、きむ）
- 珍街道（みっちー、星野悟）
- ツインレイ☆あきな
- ツートライブ（周平魂、たかのり）
- ツーナッカン（中本幸一、中山逸紀）
- 塚本圭介
- ツクロークン
- 辻まがる
- ツジカオルコ
- つじくん
- 津島（智春、ゆーにゃんた）
- 辻本茂雄
- つちふまズ（三木智洋、小澤徹也）
- 筒井亜由貴
- 椿鬼奴
- つばさ
- 坪田ヴァイル
- 鶴亀（古賀充泰、フネ）
- てい
- ティーアップ（前田勝、長谷川宏）
- DH億
- TKデリバリー
- Tの極み
- 帝国チーズグラタン（きのしたさとし、さかけん）
- ティッシュ鈴木
- デイビッドゆうた
- デイブレイク（みんなのいとう、ツムラフェスティバル）
- でかビッグ（卓真、メグ）
- テキサスマウンテンローレル（牧野晃歩、おのさとし）
- テキセツの街（山下よしあき、東郷）
- デザサレ（後藤銀、佐竹帝己）
- デジタルケイタ
- ですよ。
- 鉄拳
- てっしぃ
- 鉄人小町（住友博昭、小佐一季）
- てつみち
- デニス（松下宣夫、植野行雄）
- 出目金（田中篤、橋本康平）
- 寺門真吾
- デラクー（相川緑、まあたか）
- 寺崎ガザオ
- デリンジャー（中埜宗、宮澤惇也）
- てるてるテーヤ（平沢けんじ、村山ひろき）
- デルマパンゲ（迫田篤、広木英介）
- デレク
- テレビデオ（高橋裕、柏倉大樹）
- DEN
- 天運（喜田将王、ドギーマン冬弥）
- テンキ
- てんぐ（マジ川田、横山ミル）
- 電撃ファイターズ（浅田隆弘、浅野しんぺー）
- 天才ピアニスト（竹内知咲、ますみ）
- 天竺鼠（川原克己、瀬下豊）
- 添乗員太田
- 伝書鳩（山田陸斗、ダダこだま、がくと）
- 天津（木村卓寛、天津飯大郎）
- テンダラー（白川悟実、浜本広晃）
- てんてらてーんあきら
- デンパマスター（シンドローム、失礼シマッシャー）
- 天秤（河井ヨシノリ、シドニー石井）
- テンプスランプ（土橋ヒロキ、吉永栄権）
- テンプラパン（吉田トム、鳥山裕起）
- テンプルカントリー（山本悠平、寺本航）
- テンポイント（松下慎平、後藤祐太）
- どぅいっちメン
- Doo
- 東京シャンデリア（ハラちゃん、益村康平）
- 東京ダイナマイト（松田大輔、ハチミツ二郎）
- 動物チーム（かんざき、貫太郎）
- トータルテンボス（藤田憲右、大村朋宏）
- ドーナツ・ピーナツ（ピーナツ、ドーナツ）
- ドカンムリ（清田諒、椿）
- ドギーマン冬弥
- ときヲりぴーと（ときヲ、りぴーと）
- とくいち（あさやまんちゃんランド、大野、西垣）
- とくこ
- 独唱の塔天
- Dr.ハインリッヒ（幸、彩）
- とことんとんちゃん
- ところどころ（ところ天すけ、おりちゃん、ガワノコリ）
- ド桜（村田大樹、かつやま）
- どさけん
- 戸谷
- トッカグン小野寺
- ドッチモドッチ（大山大地、栗原慎一郎）
- トット（多田智佑、桑原雅人）
- トップシークレット（とも、まさじ）
- ド天国（ゴトウタイガ、てんと）
- トニーフランク
- トニオ
- とにかく明るい安村
- 飛び蹴りサワー（なっさん、かどちゃん）
- 土肥ポン太
- とべま〜し
- ドボルザークふみこ
- トマト王子
- トミーズ（トミーズ雅、トミーズ健）
- 富川慎哉
- どみっしゅ
- とみぼっち
- ともくん
- 友近
- TOYOTOMI（西堂ファントムメナス、カポ）
- とらふぐ（田畑勇一、阿部直也）
- ドランケン（至、成瀬）
- とらんじっと（あらた、原直輝）
- どりあんず（平井俊祐、堤大輝）
- 鳥越タイチロウ
- とりあえず夏海
- トレンディエンジェル（斎藤司、たかし）
- とろサーモン（村田秀亮、久保田かずのぶ)
- 鈍器ノ様ナ者（鈍器ノ様ナ者、寺尾巨神兵）
- ドンココ（大久保裕オーサーオロナ、大久保龍フォスター）
- とん汁無料。
- どんちっち（青木智紀、竹岡航太）
- ドンデコルテ（小橋共作、渡辺銀次）
- とんぺてぃーず（きのした先生、たかしろ）

### な行
- ナイスゥ・てっぺー
- ナイチンゲールダンス（中野なかるてぃん、ヤス）
- ないものねだりの山崎くん
- ナインティナイン（岡村隆史、矢部浩之）
- 長居あこ
- 長居友彦
- 永尾（文志楼、永尾）
- 中岡大志
- なかおきアンシコースケー
- 中川家（剛、礼二）
- 中川貴志
- 中越
- 長崎亭キヨちゃんぽん
- 中島高弘
- 中洲のJIN
- 中田カウス
- 中立人生
- なかたとものり
- 長田紀彦
- 永田良輔
- 長門徹
- 仲西ﾝとこ（のり、じゅんぺぇ）
- ナカノコ
- 中野泰秀
- 長野佑介
- なかのよいこ
- 中原大介
- 長原成樹
- なかむた
- 中村圭太
- 中村ひでゆき
- 中村裕樹
- 中山功太
- 中山女子短期大学
- 中山真希
- ながれゆくタニ
- ナ酒渚
- ナスエ
- なだぎ武
- なでしこ学園生（あやの、みく）
- ナナ（大二、山根リチャード）
- ナナセ（飯島タイム、池田潤）
- ななまがり（森下直人、初瀬悠太）
- ナベちゃん
- 生ファラオ（石川陵一、東武志）
- なまらあつし
- なみちゃん
- なめたらいかんぜよ。MARI
- ナユタ（おのはら、ホリコシ）
- 那由多（ぶんご、メニー・ジョイヴィレッジ）
- なりじん
- なるちゃむすん
- なるみ
- 南海キャンディーズ（山里亮太、山崎静代）
- ナンクル（佐久本政尚、ゆうすけ）
- なんじゃもんじゃ（るか、藤本もふ）
- 軟水（大川内聡、つるまる）
- なんだかんだ神田
- なんだっけいいじま
- なんとかず（東堂祐太郎、田荒井優佑）
- 南方神起
- 新名徹郎
- 西川かの子
- 西川きよし
- 西川慧
- ニシカワシアター
- 西川忠志
- 西川のりお・上方よしお（西川のりお、上方よしお）
- 錦三丁目
- にしけん
- 西園レイナ
- にしだっくす
- 西野
- 西村ヒロチョ
- にしもんダブルフォルト
- 西山工務店
- 20世紀（木本悠斗、しげ）
- 似関本賢太郎
- 2700
- 2丁拳銃（小堀裕之、川谷修士）
- ニッポンの社長（辻、ケツ）
- ニッポン満足（ザ・ITO、リョウスケはん）
- 日本夢之助
- 二山しょう
- ニューヨーク（嶋佐和也、屋敷裕政）
- にょっきー
- にんげんっていいな（やなぼう、松井、星河）
- 沼ミリグラム
- ぬまんづ（うえたけ、原いい日）
- ネイチャーバーガー（三浦リョースケ、笹本はやて）
- ネイビーズアフロ（みながわ、はじり）
- ネオバランス（あさみ、あんな）
- 猫化粧（私、とうふ、ギャンペイちゃん、大蛇）
- ネコシエーター（塁、森山健太）
- ネゴシックス
- 猫ノカケラ（キャット上原、ガツン!と岸本）
- ネルガル
- ネルソンズ（和田まんじゅう、青山フォール勝ち、岸健之助）
- ノーサイン（乾、北斗）
- ノーマン（しょうえい、たいそん）
- 野崎尚
- 野崎塁
- 野沢直子
- 野下敏規
- のだいしだ（石田修二郎、野田カツキ）
- ノットオーケー（大槻拓矢、大槻龍生）
- ノビ山本
- 野良レンジャー（竹尾悠兵、首藤将太）
- NON STYLE（石田明、井上裕介）

### は行
- バースデーこうだい
- パーティーパーティー（きむきむ、ひらかわ）
- ハートパンチ（とがわ、パディリアみきお）
- バイオレッドキャッツ（森山秀一、下園正広）
- ハイキングウォーキング（松田洋昌、鈴木Q太郎）
- バイク川崎バイク
- はいじぃ
- パイナップルつばさ
- バイバイスプリット（菊田貴久、竹内秀行）
- ハイヒール（リンゴ、モモコ）
- ハイビスカスパーティー（ゆか、ちあき）
- パイプダクト（おさそう、宮内甲也）
- ハイライト（イナーキ、ウエマエ）
- 博多華丸・大吉（博多華丸、博多大吉）
- ばきを
- バクコメ（秀作、半澤弘貴）
- 白桃ピーチよぴぴ
- 爆烈マッシュ（まさ、飯村瞬、大塚夢希）
- バケモン先生
- 間寛平
- はじめ
- はしも。
- 橋山メイデン
- 芭蕉布（りょう、大谷鴻）
- パスタとパスタ（ふぢわら、まなべ）
- 長谷川大祐
- パタパタママ（木下貴信、下畑博文）
- バタハリ（いながきスタイル、バッフォイかさはら）
- バチョフ
- ハチロウトキヨシ（ハチロウ、キヨシ）
- 初恋クロマニヨン（比嘉憲吾、新本奨、松田しょう）
- 初恋タロー（こうすけ、初恋タロー）
- バッテリィズ（エース、寺家）
- 8.6秒バズーカー（はまやねん、タナカシングル）
- バッドボーイズ（大溝清人、佐田正樹）
- 服部ひで子
- はっぱ（藤井裕介、松本光一郎）
- バッハの休日（井川剛史、水島健太）
- はっぴぃあわ〜（ふじた、鈴木三朗太）
- バッファロー吾郎（バッファロー吾郎A、竹若元博）
- 初夢コスモ（十七女タイトスカート、浅川50cc）
- パトリック
- 花岡聡美
- はなずみ
- 花乃井（もん、くっすん）
- ハナフラワー（グレキン、リョウジ）
- ハネムーンベイビー（平岡佑己、川崎場外）
- 馬場園梓
- パピヨン（ノリ、千葉恵）
- パフェ（津野匠郎、ハヤサカ）
- パプリカ（角田12球団、カナブン坂本）
- はまあい
- 濱上直仁
- 濱田大輔
- 濱田祐太郎
- 濱根・杉本（杉本美樹、濱根隆）
- 浜ユウキ
- はやしさん
- ハヤテ
- 隼ポリン
- 速見めぐみ
- 原田聡
- ハリー
- バリカタめんたいZ（まり凛、いちづち君）
- バリカタ友情飯（松下遼太郎、狩野大）
- はりけ〜んず（前田登、新井義幸）
- はるかぜとともに（サジ、やすお）
- はるかぜに告ぐ（とんず、一色といろ）
- 春山りょお
- ハロー植田
- ハローケイスケ
- ぱろぱろ (大久保健、わだあきや)
- パンクブーブー（佐藤哲夫、黒瀬純）
- パンサー（菅良太郎、向井慧、尾形貴弘）
- バンジージャンプ（公文一博、柴田雄二）
- バンジョー（大岩良輔、ヤマ夫）
- パンヂー陳
- パンチみつお
- パンチャー☆うり
- ハンドクラップ（運天凌雅、よすみ）
- ハンドレール（胴上げ、上村陽平）
- はんにゃ.（川島章良、金田哲）
- 飯能BBQ（瀬山俊行、滝口博史）
- BAN BAN BAN（鮫島一六三、山本正剛）
- バンビ
- バンビーノ（藤田ユウキ、石山タオル）
- 藩飛礼（竜児、松本貴明）
- パンプキンズまりこ
- バンプク（吉見瞭汰、ハマダコーキ）
- ピース（又吉直樹、綾部祐二)
- ピーチキス（らぶ、けん）
- ピーチキャッスル（マエショー、桃原優樹）
- ピーチク坂46
- ビーナス（辰巳、木原）
- BPM128（大村ジーニアス、ヴァニ）
- ぴい山ぴいの助
- HIIRAGI
- ビーンズ（ひらがだぬき、おいちょ）
- ヒガシ
- 東野幸治
- 東の温もり
- ヒキガネ独歩（増田祥伍、麟太郎）
- ひぐたつ
- ピクニック
- ヒゲヅラマンボウ
- ビコーン!（前田志良、樋口秀吉）
- ビスケッティ佐竹
- ビスケットブラザーズ（きん、原田泰雅）
- ピスタチオ伊地知
- ピストジャム
- 日高直哉
- ピタットノイズ（チャカタケハラ、角田優馬）
- ビタミンS（お兄ちゃん、マイコ）
- ぴっかり高木
- ヒッキー北風
- ビッグフット（金谷知宥、谷口幸也）
- ひつじぐも（角谷拓保、こーせい）
- 羊吠える（鈴木類、樋口脩裕）
- ひでか
- ひでちゃん
- ひでまる
- 光永
- ひなたぼっこ（おさむんちゅ、田村憲汰）
- ピノッチオ（グリフォン國松、マエノリュウタ
- ひのひかり智
- ピピ（ギャー西村、チャッピーたくみ）
- ピボット（嶋響平、ひのけんじ）
- 姫ちゃん
- 100円ライター（さくらうち、Big松本）
- 198円
- 130R（板尾創路、ほんこん）
- 160cm矢崎
- ピュート（ポイント、竹内智也）
- ヒューマン中村
- ひよこマイフレンド（チェンジアップ亘平、あの平岡）
- ひょっこりはん
- 平川高志
- 平川タロー
- 平田健太
- 平野タツヤ
- 平畠啓史
- 平山昌雄
- 昼メシくん
- 廣瀬優
- ヒロユキMc-II
- ピンカートン（鈴木颯太、関悠悟）
- ピンクドミサイル（小松ファンタ、末光宏行）
- ファイティングボンバー（さとう、片倉スマイルコーポレーション）
- 5GAP（クボケン、トモ）
- ファミリーレストラン（ハラダ、しもばやし）
- ファンファーレと熱狂（こうちゃん、奥慎太郎）
- フィーバーゆうじろう
- プー&ムー（おさむ、おたこぷー）
- フースーヤ（田中ショータイム、谷口理）
- 夫婦円満（くもんりさ、小米良啓太）
- 夫婦のじかん（大貫さん、山西章博）
- プール（高橋大志、小海正紀）
- フォーマルハウト（近松大地、松尾尚一郎）
- フォッツ
- フキハル
- 福井隆之
- 福神よしき
- 福谷亮介
- 福田フェイフェイ
- 福ちゃん
- 福留ツクツク帽子
- 福西
- 福人
- 藤井隆
- 藤井裕士
- 藤崎マーケット（田崎佑一、トキ）
- 藤田兄さん
- 富士彦
- 藤本淳史
- FUJIWARA（原西孝幸、藤本敏史）
- 藤原たけしa.k.a FUJI510
- ふせちゃん
- ぶたうどん（岩崎一番、たかつ）
- 二葉由紀子・羽田たか志（二葉由紀子、羽田たか志）
- ふたりごと（今西晃太、わたじ）
- 2人のトイボックス（いけちゃん、くらっさん）
- ぶっちぎったちゃん
- ぶったま（ガッパー稲吉、かめちゃ）
- フットボールアワー（岩尾望、後藤輝基）
- ぶどう（長田旬示、稲毛悠）
- フミ（吉永もーりしゃす、もういっちょ!とん平）
- ブラゴーリ（塚田裕輝、鈴木大介）
- プラザ（卜部純太、阿部貴大）
- ふらたにてぃ（高橋いまり、香月純）
- ブラック（石井州、笠田直道）
- ブラックマヨネーズ（小杉竜一、吉田敬)
- ブラックマンバ（池田修人、亀井恵寿）
- ブラッディストーン（高坂敏孝、細川優貴）
- フランポネ（マヌー、シラちゃん）
- ふりいくっ!（富田純基、うぶのハツナ）
- フリーサイズ（オカン山口、さなえ）
- プリズンクイズチャンネル（福永竜大、庄田健裕）
- ぶるうすん
- 古川モカ
- 古川新生活
- フルーツおじさんとっしー
- フルーツコウモリ（バラキL、二村拓弥）
- フルーツポンチ（亘健太郎、村上健志)
- ぶるーばーど（鈴木元気一番、マット松永）
- ブルーレディ（田中凌、佐野友康）
- フルハウス（山田流世、河野友哉）
- ぶるぼん
- プレイングサポーター
- ブレスアップ（カラミ、江木一栄）
- フレンチ男児（大島孝太、佐々木滉平）
- ブロードキャスト!!（吉村憲二、房野史典）
- フロッグロック（斎藤かおる、田中ヒロト）
- フロントライン（石原誠、古島拓大）
- ぶんぶんボウル（まーし、とよしげ）
- ぺ（カク、カタヤマヨシオ）
- ぺいいち
- 平成ノブシコブシ（吉村崇、徳井健太)
- 平和ラッパ・梅乃ハッパ（平和ラッパ、梅乃ハッパ）
- ベージュの帽子（宮下しず、兵頭あいり）
- ベーコン（小林貴明、平田裕之）
- ヘッドライト（和田友徳、町田星児）
- ペナルティ（ヒデ、ワッキー）
- 紅しょうが（熊元プロレス、稲田美紀）
- へびいちご（島川学、高橋智）
- ベレー帽ヘアーわっしゃる
- べんがるとら（長江ちゃん、金山慎之介）
- ぺんぎんナッツ（いなのこうすけ、中村陽介）
- ベングルー（とよしま修平、篠原）
- ヘンダーソン（子安裕樹、中村フー）
- べんチョップべん（げんすけ、山田竜也）
- ベン山形
- 北条ふとし
- ホープマンズ（樽見ありがてぇ、森川やるしかねぇ）
- ポールマン（明渡祐樹、しゅん）
- 歩子
- 星田英利
- ホジホジ（あやねん、はまだみよこ）
- 細いとメガネ（野本、そごう）
- ホテル（森本哲央、橋本大祐）
- 蛍原徹
- ボニータ（赤坂舜平、下岸勇斗）
- ポニー福元
- ほのまる（向井登志彦、岡田康秀）
- ボブのコーラ（とあ、本田たかお）
- ボマちゃん
- ぼよんぼよん（岡本昌典、ふぃーばーくん）
- ホライズン（中村貴大、長良一輝）
- 堀内馬鹿祭
- ほりえる
- 堀部雅人
- ボルサリーノ（関好江、山田真佐美）
- ぼる塾（酒寄希望、きりやはるか、あんり、田辺智加）
- ポンゴ（金城めくるくん、シークエンスはやとも）
- ボンざわーるど
- ホンダエビバーディー
- 本田みずほ
- ぼんちきよし
- ほんでぃ〜の!
- 盆と正月（星霰、橋爪アキラ）
- ほんまそれ。（陣田裕、髙井風佳）

### ま行
- マーティー（真平、ホソ）
- マイスイートメモリーズ（トランスフォーム福田、花谷豊）
- マーヴェリック
- 真輝志
- まき場（河村卓哉、野口健太）
- 蒔元健太
- マサル
- ますかた一真
- マスターナンバー（新井13号、村岡ゴリラ）
- ますっち
- ますますベイベー（にしむらベイベー、ますます深谷）
- まだやまだ!!
- 又吉広人
- マヂカルラブリー（野田クリスタル、村上）
- まちゃまちゃ
- マチルダ（グチヤマ、広永陸）
- 松井ケムリ（令和ロマン）
- 松浦景子
- 松浦真也
- まっかちん（松野下昇平、岩田泰裕）
- まっこん
- 松下笑一
- まったい
- まつトミ（まっちゃん、トミちゃん）
- 松橋周太呂
- まつはましん
- 松みのる
- マテンロウ（大トニー、アントニー）
- マトイ（まえちゃん、伊藤潤也）
- マドンナ（松浦周作、石倉智喜）
- まなつ
- マニピュレート（ノリマツ、塩コウジ）
- マヤ文明を作ったマヤおばさん
- マユリカ（阪本、中谷）
- マリーマリー（タコス、えびちゃん）
- まるいるい
- 丸亀じゃんご（北村敏輝、安場泰介）
- マルキヨビル（勝連康介、ひげ丸）
- マルセイユ（津田康平、別府貴之）
- まるむし商店（磯部公彦、東村雅夫）
- マロンきよし
- 漫才少爺（太田拓郎、みきふるう）
- まんじろう（大寺惇平、米女翔）
- 萬代育矢
- マンマボーイナツキ
- みう
- 三浦マイルド
- 三江晃平
- 御縁洋士
- ミカボ（山田裕磨、土屋翼）
- ミキ（亜生、昴生）
- 三國レストラン
- ミサイルマン（岩部彰、西代洋）
- 水江明博
- Mr.オクレ
- Mr.TR（吉川岳志、高山瑠清）
- Mr.バニーガール（ぬるぬるオータカ、あむろ）
- 水田信二
- 水玉れっぷう隊（アキ、ケン）
- ミズドリ（ゆきえ、福☆田太郎）
- ミズニスム（りゅう、マサノ）
- ミゾ
- 未知やすえ
- 三ツ岡海
- 三日坊主（中村拓慈、髙木寛太郎）
- ミッションモード（三浦二郎、安田善紀）
- ミッチェル
- みっとしー
- ミッドナイト機械（伊藤トモ、尾宮崚太）
- ミッドランド（玉城メイウェザー、安座間やすゆき）
- 見取り図（盛山晋太郎、リリー）
- 南コントテラー
- 峯尾
- 箕迫かな
- みのるチャチャチャ♪
- 宮川大輔
- 宮川大助・花子（宮川大助、宮川花子）
- 宮田ケンチャスティン
- ミラクル=ロマンス（稲田ケバブ丸、二口りぼ〜なす）
- ミルクボーイ（駒場孝、内海崇）
- みんなのじかん（いしこ、ちはる）
- ムーディ勝山
- 無限グットマン
- 無限ペンギン（中野湧大、廣瀬竜也）
- 武者武者（杉岡勇治、濱坂恭平）
- ムジンゾウ（夢、りん）
- ムチャクチャヤン（つるの、戸来大ち）
- 村上ショージ
- 村上剛
- 村越周司
- 紫式部（廣瀬琴美、山下ほまり）
- 村潤之介
- 室田真宏
- めーみん
- メガトンパンチ（きん、田中悠麻）
- メガモッツ（中川どっぺる、池内祐介）
- めぐまりこ
- メグちゃん
- めぞん（吉野裕介、原一刻）
- メタリンヴォイマ（はやお、鮫々木ネフェルティティ）
- メタルラック（ノッポノナカ、美意識タカシ）
- メッセンジャー（黒田有、あいはら）
- めっちゃ
- メリコンドル（うっちーばーば、神宮聖也）
- メンバー（山口提樹、潮圭太）
- もう中学生
- もじゃ吉田
- 猛烈ブラザーズ（ユーマシア大陸、えっちゃん）
- モーダショー（曽我啓佑、梶本尚樹）
- もっこすファイヤー（拓、のりを）
- もっち
- ものいい（横山きよし、吉田サラダ）
- もみちゃん☆ズ
- もも（まもる。、せめる。）
- モリオハザード
- 森三中（大島美幸、村上知子、黒沢かずこ）
- もりすけ
- 森貴史
- もりたけんじ
- 森田展義
- 森田まりこ
- モリマン（種馬マン、ホルスタイン・モリ夫）
- 森本大百科
- もりやすバンバンビガロ
- 守谷日和
- 文句（松ヤニ、狂犬）
- モンスーン（小山英機、T@TSU）
- モンスターエンジン（西森洋一、大林健二）

### や行
- ヤースー
- 柳生しょうご
- やさしいズ（佐伯元輝、タイ）
- 安井政史
- 安尾信乃助
- ヤスコウチナオヤ
- 安田孟
- 野性爆弾（くっきー!、ロッシー）
- ヤタガラス（永井、児島）
- やなぎ浩二
- 矢野・兵動（矢野勝也、兵動大樹）
- 矢部太郎（カラテカ）
- やまか
- やまぐちたけし
- 山口智充
- やました
- 山田スタジアム
- やまだなおき
- 山田花子
- やまだひろあき
- 山田ライトニング
- ヤマトタケル（井上貴嗣、川口潤）
- 山根そら
- 山ノ内
- やままん（庄司英太、木村一樹）
- 山本圭壱（極楽とんぼ）
- 山本奈臣実
- 山本吉貴
- ヤンバルナゴン（玉じゅん、知念光）
- 有閑マダム（エル、ゴウ、ハブ）
- UとG（ギャ太郎、饂飩）
- ゆうなみ温泉（船越、坂本久敏）
- 遊遊（角野僚祐、トキスケスーパーハード）
- ゆかいな議事録（長島聡之、山本期日前）
- ゆかり（ウエキタイチ、廣田茂功）
- 湯川優幸
- ユキホ
- 湯澤花梨
- ゆにばーす（はら、川瀬名人）
- ゆりやんレトリィバァ
- 夜歩き（山口バック、池田涼馬）
- ヨウミタラ（池田、内田、きちを。）
- 与儀朴華
- 横澤夏子
- 好井まさお
- 吉岡チクワーン
- 吉岡友見
- 吉田たち（こうへい、ゆうへい）
- 吉田ヒロ
- 吉田裕
- ヨッシャ比留間
- ヨネダ2000（誠、愛）
- 嫁恐竜（佐藤利洋、戸波雄輔）
- 夜散歩（土持幸嗣、松井俊樹）
- 44艦長（トミタ、加藤夏寿斗）

### ら行
- ラーフル（はましゅん、瀧山晃平）
- ラー神田
- らいおんうどん（ガオ〜ちゃん、しげみうどん）
- ライス（関町知弘、田所仁）
- ライセンス（井本貴史、藤原一裕）
- ライムギ（なつみ、れんぺい）
- ラストピアス（ラスト!、くすはらピアス）
- ラニーノーズ（洲崎貴郁、山田健人）
- ラビッツ（神野直也、和田良太）
- ラビットラ（松本直也、渡邊瞬）
- ラビリンス（あゆ、矢羽田茉由）
- らぶおじさん
- ラフ・コントロール（重岡謙作、森木俊介）
- ラフ次元（梅村賢太郎、空道太朗）
- ラフリベンジャーズ（てつ丸、三中元克）
- ラムネギッシュ18（しんき、海法大貴）
- らららら（人羅こうき、吉田惇平）
- ラングレン（大浜くん、あべ）
- ランス39号
- ランデヴー（西川ひろき、石垣遊）
- ランナーズ（小宮ひろあき、がんばれゆうすけ）
- 乱ニバル（福沢葉、れん）
- ランパンプス（寺内ゆうき、小林良行）
- 爛々（萌々、大国麗）
- リー5世
- リーミチハル
- リクチマキ
- 鯉雲（文志楼、つばき）
- リットン調査団（藤原光博、水野透）
- リボルバー・ヘッド
- リロイ太郎
- 凛（ひろしげわかな、かわぐちみゆう）
- リングリンデ（おかあさん、まひろ）
- 隣人（中村遊直、橋本市民球場）
- 凛令（齋藤、寺田）
- るぅ
- ルージュ（田中昭太、ソースかける）
- ルート33（堂土貴、マスダヒロユキ）
- るり
- レイザーラモン（HG、RG）
- れいな
- 令和喜多みな実（野村尚平、河野良祐）
- レインボー（ジャンボたかお、池田直人）
- レ・ヴァン（九条ジョー、宮本勇気）
- レギュラー（西川晃啓、松本康太）
- レブルズ（天海、高松優）
- レモンティー（山田ドゥ、あべてつあき）
- レロッカ（小松伶、佐竹来）
- 蓮華（山下隆章、ちゃんだい）
- 狼煙（瀬田広之、秋山貴広）
- ロコン（ぽる、渡部敦士）
- ろけっとらんちゃー（正田、がーしー）
- ロザン（菅広文、宇治原史規）
- ロジャーバローズ（改田龍平、ファンタジー淳）
- ロバート（山本博、秋山竜次、馬場裕之）
- ロマンシング成田
- ロングコートダディ（兎、堂前透）

### わ行
- わうけさん
- 若井おさむ
- 若井みどり
- 渡瀬瑞基
- 渡辺直美
- わたるれぼりゅーしょん
- わちゃコ
- わっかない村井
- わっしょい☆田中
- 笑っしょい松岡
- ワッフル長谷部
- わにゃにゃ（佐藤悠、北斗）
- 笑い飯（西田幸治、哲夫）
- 笑ってばかり（井上太一、小堀）
- ワラバランス（盛田シンプルイズベスト、宮崎拓也）
- Y&R（ゆうだい、れんた）
- ワンコロ（カツマタコウ助、佐藤大和）
- わんだーらんど（たにさか、まことフィッシング）
- ワンデイズタワー（星野浩司、井上俊英）

## 落語家
- 所属落語家は松鶴一門、米朝一門、文枝一門、林家染丸一門がいる。
- それぞれの一門ごとに系図により表し、太字は2025年3月現在の吉本興業所属者、細字は吉本興業退所者・非所属者、†印は物故者、名跡の後の数字は代数を表す。
- 吉本興業に所属する弟子のいない退所者・非所属者および物故者は省略した。

### 松鶴一門
| 松鶴 (5)† | 松鶴 (5)† | 松鶴 (5)† | 松鶴 (5)† | 松鶴 (5)† | 松鶴 (5)† |  |  | 松鶴 (6)†   | 松鶴 (6)†   | 松鶴 (6)†   | 松鶴 (6)†   | 松鶴 (6)†   | 松鶴 (6)†   |  |  | 仁鶴 (3)†    | 仁鶴 (3)†    | 仁鶴 (3)†    | 仁鶴 (3)†    | 仁鶴 (3)†    | 仁鶴 (3)†    |  |  | 仁智  | 仁智  | 仁智  | 仁智  | 仁智  | 仁智  |  |  | 智之介 | 智之介 | 智之介 | 智之介 | 智之介 | 智之介 |
| 松鶴 (5)† | 松鶴 (5)† | 松鶴 (5)† | 松鶴 (5)† | 松鶴 (5)† | 松鶴 (5)† |  |  | 松鶴 (6)†   | 松鶴 (6)†   | 松鶴 (6)†   | 松鶴 (6)†   | 松鶴 (6)†   | 松鶴 (6)†   |  |  | 仁鶴 (3)†    | 仁鶴 (3)†    | 仁鶴 (3)†    | 仁鶴 (3)†    | 仁鶴 (3)†    | 仁鶴 (3)†    |  |  | 仁智  | 仁智  | 仁智  | 仁智  | 仁智  | 仁智  |  |  | 智之介 | 智之介 | 智之介 | 智之介 | 智之介 | 智之介 |
|           |           |           |           |           |           |  |  |             |             |             |             |             |             |  |  |              |              |              |              |              |              |  |  |       |       |       |       |       |       |  |  | 智丸   |        |        |        |        |        |
|           |           |           |           |           |           |  |  |             |             |             |             |             |             |  |  |              |              |              |              |              |              |  |  |       |       |       |       |       |       |  |  |        |        |        |        |        |        |
|           |           |           |           |           |           |  |  |             |             |             |             |             |             |  |  |              |              |              |              |              |              |  |  | 仁福  | 仁福  | 仁福  | 仁福  | 仁福  | 仁福  |  |  | 大智   | 大智   | 大智   | 大智   | 大智   | 大智   |
|           |           |           |           |           |           |  |  |             |             |             |             |             |             |  |  |              |              |              |              |              |              |  |  | 仁福  | 仁福  | 仁福  | 仁福  | 仁福  | 仁福  |  |  | 大智   | 大智   | 大智   | 大智   | 大智   | 大智   |
|           |           |           |           |           |           |  |  |             |             |             |             |             |             |  |  |              |              |              |              |              |              |  |  | 仁扇  | 仁扇  | 仁扇  | 仁扇  | 仁扇  | 仁扇  |  |  | 扇平   | 扇平   | 扇平   | 扇平   | 扇平   | 扇平   |
|           |           |           |           |           |           |  |  |             |             |             |             |             |             |  |  |              |              |              |              |              |              |  |  | 仁扇  | 仁扇  | 仁扇  | 仁扇  | 仁扇  | 仁扇  |  |  | 扇平   | 扇平   | 扇平   | 扇平   | 扇平   | 扇平   |
|           |           |           |           |           |           |  |  |             |             |             |             |             |             |  |  |              |              |              |              |              |              |  |  | 仁嬌  |       |       |       |       |       |  |  |        |        |        |        |        |        |
|           |           |           |           |           |           |  |  |             |             |             |             |             |             |  |  |              |              |              |              |              |              |  |  |       |       |       |       |       |       |  |  |        |        |        |        |        |        |
|           |           |           |           |           |           |  |  |             |             |             |             |             |             |  |  |              |              |              |              |              |              |  |  | 仁昇  |       |       |       |       |       |  |  |        |        |        |        |        |        |
|           |           |           |           |           |           |  |  |             |             |             |             |             |             |  |  |              |              |              |              |              |              |  |  |       |       |       |       |       |       |  |  |        |        |        |        |        |        |
|           |           |           |           |           |           |  |  |             |             |             |             |             |             |  |  | 鶴瓶 (2)     | 鶴瓶 (2)     | 鶴瓶 (2)     | 鶴瓶 (2)     | 鶴瓶 (2)     | 鶴瓶 (2)     |  |  | 笑瓶† | 笑瓶† | 笑瓶† | 笑瓶† | 笑瓶† | 笑瓶† |  |  | 笑助   | 笑助   | 笑助   | 笑助   | 笑助   | 笑助   |
|           |           |           |           |           |           |  |  |             |             |             |             |             |             |  |  | 鶴瓶 (2)     | 鶴瓶 (2)     | 鶴瓶 (2)     | 鶴瓶 (2)     | 鶴瓶 (2)     | 鶴瓶 (2)     |  |  | 笑瓶† | 笑瓶† | 笑瓶† | 笑瓶† | 笑瓶† | 笑瓶† |  |  | 笑助   | 笑助   | 笑助   | 笑助   | 笑助   | 笑助   |
|           |           |           |           |           |           |  |  |             |             |             |             |             |             |  |  | 鶴笑         | 鶴笑         | 鶴笑         | 鶴笑         | 鶴笑         | 鶴笑         |  |  | 笑利  | 笑利  | 笑利  | 笑利  | 笑利  | 笑利  |  |  |        |        |        |        |        |        |
|           |           |           |           |           |           |  |  |             |             |             |             |             |             |  |  | 鶴笑         | 鶴笑         | 鶴笑         | 鶴笑         | 鶴笑         | 鶴笑         |  |  | 笑利  | 笑利  | 笑利  | 笑利  | 笑利  | 笑利  |  |  |        |        |        |        |        |        |
|           |           |           |           |           |           |  |  | 松之助 (2)† | 松之助 (2)† | 松之助 (2)† | 松之助 (2)† | 松之助 (2)† | 松之助 (2)† |  |  | 明石家さんま | 明石家さんま | 明石家さんま | 明石家さんま | 明石家さんま | 明石家さんま |  |  | 笑生  | 笑生  | 笑生  | 笑生  | 笑生  | 笑生  |  |  |        |        |        |        |        |        |
|           |           |           |           |           |           |  |  | 松之助 (2)† | 松之助 (2)† | 松之助 (2)† | 松之助 (2)† | 松之助 (2)† | 松之助 (2)† |  |  | 明石家さんま | 明石家さんま | 明石家さんま | 明石家さんま | 明石家さんま | 明石家さんま |  |  | 笑生  | 笑生  | 笑生  | 笑生  | 笑生  | 笑生  |  |  |        |        |        |        |        |        |
|           |           |           |           |           |           |  |  |             |             |             |             |             |             |  |  | 明石家のんき | 明石家のんき | 明石家のんき | 明石家のんき | 明石家のんき | 明石家のんき |  |  | 笑有  | 笑有  | 笑有  | 笑有  | 笑有  | 笑有  |  |  |        |        |        |        |        |        |
|           |           |           |           |           |           |  |  |             |             |             |             |             |             |  |  | 明石家のんき | 明石家のんき | 明石家のんき | 明石家のんき | 明石家のんき | 明石家のんき |  |  | 笑有  | 笑有  | 笑有  | 笑有  | 笑有  | 笑有  |  |  |        |        |        |        |        |        |

### 米朝一門
| 米朝 (3)† | 米朝 (3)† | 米朝 (3)† | 米朝 (3)† | 米朝 (3)† | 米朝 (3)† |  |  | 月亭可朝†   | 月亭可朝†   | 月亭可朝†   | 月亭可朝†   | 月亭可朝†   | 月亭可朝†   |  |  | 八方   | 八方   | 八方   | 八方   | 八方   | 八方   |  |  | 遊方         | 遊方     | 遊方     | 遊方     | 遊方     | 遊方     |  |  | 遊真 | 遊真 | 遊真 | 遊真 | 遊真 | 遊真 |
| 米朝 (3)† | 米朝 (3)† | 米朝 (3)† | 米朝 (3)† | 米朝 (3)† | 米朝 (3)† |  |  | 月亭可朝†   | 月亭可朝†   | 月亭可朝†   | 月亭可朝†   | 月亭可朝†   | 月亭可朝†   |  |  | 八方   | 八方   | 八方   | 八方   | 八方   | 八方   |  |  | 遊方         | 遊方     | 遊方     | 遊方     | 遊方     | 遊方     |  |  | 遊真 | 遊真 | 遊真 | 遊真 | 遊真 | 遊真 |
|           |           |           |           |           |           |  |  | ざこば (2)† | ざこば (2)† | ざこば (2)† | ざこば (2)† | ざこば (2)† | ざこば (2)† |  |  | あおば | あおば | あおば | あおば | あおば | あおば |  |  |              |          |          |          |          |          |  |  | 希遊 | 希遊 | 希遊 | 希遊 | 希遊 | 希遊 |
|           |           |           |           |           |           |  |  | ざこば (2)† | ざこば (2)† | ざこば (2)† | ざこば (2)† | ざこば (2)† | ざこば (2)† |  |  | あおば | あおば | あおば | あおば | あおば | あおば |  |  |              |          |          |          |          |          |  |  | 希遊 | 希遊 | 希遊 | 希遊 | 希遊 | 希遊 |
|           |           |           |           |           |           |  |  |             |             |             |             |             |             |  |  |        |        |        |        |        |        |  |  | 文都 (7)     | 文都 (7) | 文都 (7) | 文都 (7) | 文都 (7) | 文都 (7) |  |  | 秀都 | 秀都 | 秀都 | 秀都 | 秀都 | 秀都 |
|           |           |           |           |           |           |  |  |             |             |             |             |             |             |  |  |        |        |        |        |        |        |  |  | 文都 (7)     | 文都 (7) | 文都 (7) | 文都 (7) | 文都 (7) | 文都 (7) |  |  | 秀都 | 秀都 | 秀都 | 秀都 | 秀都 | 秀都 |
|           |           |           |           |           |           |  |  |             |             |             |             |             |             |  |  |        |        |        |        |        |        |  |  | 八光         |          |          |          |          |          |  |  |      |      |      |      |      |      |
|           |           |           |           |           |           |  |  |             |             |             |             |             |             |  |  |        |        |        |        |        |        |  |  |              |          |          |          |          |          |  |  |      |      |      |      |      |      |
|           |           |           |           |           |           |  |  |             |             |             |             |             |             |  |  |        |        |        |        |        |        |  |  | 方正         | 方正     | 方正     | 方正     | 方正     | 方正     |  |  | 柳正 | 柳正 | 柳正 | 柳正 | 柳正 | 柳正 |
|           |           |           |           |           |           |  |  |             |             |             |             |             |             |  |  |        |        |        |        |        |        |  |  | 方正         | 方正     | 方正     | 方正     | 方正     | 方正     |  |  | 柳正 | 柳正 | 柳正 | 柳正 | 柳正 | 柳正 |
|           |           |           |           |           |           |  |  |             |             |             |             |             |             |  |  |        |        |        |        |        |        |  |  | きり亭たん方 |          |          |          |          |          |  |  |      |      |      |      |      |      |
|           |           |           |           |           |           |  |  |             |             |             |             |             |             |  |  |        |        |        |        |        |        |  |  |              |          |          |          |          |          |  |  |      |      |      |      |      |      |
|           |           |           |           |           |           |  |  |             |             |             |             |             |             |  |  |        |        |        |        |        |        |  |  | 方気         |          |          |          |          |          |  |  |      |      |      |      |      |      |
|           |           |           |           |           |           |  |  |             |             |             |             |             |             |  |  |        |        |        |        |        |        |  |  |              |          |          |          |          |          |  |  |      |      |      |      |      |      |
|           |           |           |           |           |           |  |  |             |             |             |             |             |             |  |  |        |        |        |        |        |        |  |  | 八織         |          |          |          |          |          |  |  |      |      |      |      |      |      |
|           |           |           |           |           |           |  |  |             |             |             |             |             |             |  |  |        |        |        |        |        |        |  |  |              |          |          |          |          |          |  |  |      |      |      |      |      |      |

### 文枝一門
| 文枝 (5)† | 文枝 (5)† | 文枝 (5)† | 文枝 (5)† | 文枝 (5)† | 文枝 (5)† |  |  | 文枝 (6)   | 文枝 (6)   | 文枝 (6)   | 文枝 (6)   | 文枝 (6)   | 文枝 (6)   |  |  | 枝三郎 (3) | 枝三郎 (3) | 枝三郎 (3) | 枝三郎 (3) | 枝三郎 (3) | 枝三郎 (3) |  |  |      |      |      |      |      |      |
| 文枝 (5)† | 文枝 (5)† | 文枝 (5)† | 文枝 (5)† | 文枝 (5)† | 文枝 (5)† |  |  | 文枝 (6)   | 文枝 (6)   | 文枝 (6)   | 文枝 (6)   | 文枝 (6)   | 文枝 (6)   |  |  | 枝三郎 (3) | 枝三郎 (3) | 枝三郎 (3) | 枝三郎 (3) | 枝三郎 (3) | 枝三郎 (3) |  |  |      |      |      |      |      |      |
|           |           |           |           |           |           |  |  |            |            |            |            |            |            |  |  | 三歩       |            |            |            |            |            |  |  |      |      |      |      |      |      |
|           |           |           |           |           |           |  |  |            |            |            |            |            |            |  |  |            |            |            |            |            |            |  |  |      |      |      |      |      |      |
|           |           |           |           |           |           |  |  |            |            |            |            |            |            |  |  | 慶枝 (5)   |            |            |            |            |            |  |  |      |      |      |      |      |      |
|           |           |           |           |           |           |  |  |            |            |            |            |            |            |  |  |            |            |            |            |            |            |  |  |      |      |      |      |      |      |
|           |           |           |           |           |           |  |  |            |            |            |            |            |            |  |  | 三象       |            |            |            |            |            |  |  |      |      |      |      |      |      |
|           |           |           |           |           |           |  |  |            |            |            |            |            |            |  |  |            |            |            |            |            |            |  |  |      |      |      |      |      |      |
|           |           |           |           |           |           |  |  |            |            |            |            |            |            |  |  | 三扇       |            |            |            |            |            |  |  |      |      |      |      |      |      |
|           |           |           |           |           |           |  |  |            |            |            |            |            |            |  |  |            |            |            |            |            |            |  |  |      |      |      |      |      |      |
|           |           |           |           |           |           |  |  |            |            |            |            |            |            |  |  | 三若       |            |            |            |            |            |  |  |      |      |      |      |      |      |
|           |           |           |           |           |           |  |  |            |            |            |            |            |            |  |  |            |            |            |            |            |            |  |  |      |      |      |      |      |      |
|           |           |           |           |           |           |  |  |            |            |            |            |            |            |  |  | 三金†      | 三金†      | 三金†      | 三金†      | 三金†      | 三金†      |  |  | 笑金 | 笑金 | 笑金 | 笑金 | 笑金 | 笑金 |
|           |           |           |           |           |           |  |  |            |            |            |            |            |            |  |  | 三金†      | 三金†      | 三金†      | 三金†      | 三金†      | 三金†      |  |  | 笑金 | 笑金 | 笑金 | 笑金 | 笑金 | 笑金 |
|           |           |           |           |           |           |  |  |            |            |            |            |            |            |  |  | 三ノ助     |            |            |            |            |            |  |  |      |      |      |      |      |      |
|           |           |           |           |           |           |  |  |            |            |            |            |            |            |  |  |            |            |            |            |            |            |  |  |      |      |      |      |      |      |
|           |           |           |           |           |           |  |  |            |            |            |            |            |            |  |  | 三幸       |            |            |            |            |            |  |  |      |      |      |      |      |      |
|           |           |           |           |           |           |  |  |            |            |            |            |            |            |  |  |            |            |            |            |            |            |  |  |      |      |      |      |      |      |
|           |           |           |           |           |           |  |  |            |            |            |            |            |            |  |  | 三四郎     |            |            |            |            |            |  |  |      |      |      |      |      |      |
|           |           |           |           |           |           |  |  |            |            |            |            |            |            |  |  |            |            |            |            |            |            |  |  |      |      |      |      |      |      |
|           |           |           |           |           |           |  |  |            |            |            |            |            |            |  |  | 三段       |            |            |            |            |            |  |  |      |      |      |      |      |      |
|           |           |           |           |           |           |  |  |            |            |            |            |            |            |  |  |            |            |            |            |            |            |  |  |      |      |      |      |      |      |
|           |           |           |           |           |           |  |  |            |            |            |            |            |            |  |  | 三輝       |            |            |            |            |            |  |  |      |      |      |      |      |      |
|           |           |           |           |           |           |  |  |            |            |            |            |            |            |  |  |            |            |            |            |            |            |  |  |      |      |      |      |      |      |
|           |           |           |           |           |           |  |  |            |            |            |            |            |            |  |  | 三河       |            |            |            |            |            |  |  |      |      |      |      |      |      |
|           |           |           |           |           |           |  |  |            |            |            |            |            |            |  |  |            |            |            |            |            |            |  |  |      |      |      |      |      |      |
|           |           |           |           |           |           |  |  |            |            |            |            |            |            |  |  | 三語       |            |            |            |            |            |  |  |      |      |      |      |      |      |
|           |           |           |           |           |           |  |  |            |            |            |            |            |            |  |  |            |            |            |            |            |            |  |  |      |      |      |      |      |      |
|           |           |           |           |           |           |  |  |            |            |            |            |            |            |  |  | 三度       |            |            |            |            |            |  |  |      |      |      |      |      |      |
|           |           |           |           |           |           |  |  |            |            |            |            |            |            |  |  |            |            |            |            |            |            |  |  |      |      |      |      |      |      |
|           |           |           |           |           |           |  |  |            |            |            |            |            |            |  |  | 三実       |            |            |            |            |            |  |  |      |      |      |      |      |      |
|           |           |           |           |           |           |  |  |            |            |            |            |            |            |  |  |            |            |            |            |            |            |  |  |      |      |      |      |      |      |
|           |           |           |           |           |           |  |  |            |            |            |            |            |            |  |  | 健枝郎     |            |            |            |            |            |  |  |      |      |      |      |      |      |
|           |           |           |           |           |           |  |  |            |            |            |            |            |            |  |  |            |            |            |            |            |            |  |  |      |      |      |      |      |      |
|           |           |           |           |           |           |  |  |            |            |            |            |            |            |  |  | 貴文       |            |            |            |            |            |  |  |      |      |      |      |      |      |
|           |           |           |           |           |           |  |  |            |            |            |            |            |            |  |  |            |            |            |            |            |            |  |  |      |      |      |      |      |      |
|           |           |           |           |           |           |  |  | 小文枝 (4) | 小文枝 (4) | 小文枝 (4) | 小文枝 (4) | 小文枝 (4) | 小文枝 (4) |  |  | ちきん     | ちきん     | ちきん     | ちきん     | ちきん     | ちきん     |  |  |      |      |      |      |      |      |
|           |           |           |           |           |           |  |  | 小文枝 (4) | 小文枝 (4) | 小文枝 (4) | 小文枝 (4) | 小文枝 (4) | 小文枝 (4) |  |  | ちきん     | ちきん     | ちきん     | ちきん     | ちきん     | ちきん     |  |  |      |      |      |      |      |      |
|           |           |           |           |           |           |  |  |            |            |            |            |            |            |  |  | 小きん     |            |            |            |            |            |  |  |      |      |      |      |      |      |
|           |           |           |           |           |           |  |  |            |            |            |            |            |            |  |  |            |            |            |            |            |            |  |  |      |      |      |      |      |      |
|           |           |           |           |           |           |  |  | 文珍       | 文珍       | 文珍       | 文珍       | 文珍       | 文珍       |  |  | 楽珍       | 楽珍       | 楽珍       | 楽珍       | 楽珍       | 楽珍       |  |  |      |      |      |      |      |      |
|           |           |           |           |           |           |  |  | 文珍       | 文珍       | 文珍       | 文珍       | 文珍       | 文珍       |  |  | 楽珍       | 楽珍       | 楽珍       | 楽珍       | 楽珍       | 楽珍       |  |  |      |      |      |      |      |      |
|           |           |           |           |           |           |  |  |            |            |            |            |            |            |  |  | 珍念       |            |            |            |            |            |  |  |      |      |      |      |      |      |
|           |           |           |           |           |           |  |  |            |            |            |            |            |            |  |  |            |            |            |            |            |            |  |  |      |      |      |      |      |      |
|           |           |           |           |           |           |  |  | 文太       | 文太       | 文太       | 文太       | 文太       | 文太       |  |  | 文五郎     | 文五郎     | 文五郎     | 文五郎     | 文五郎     | 文五郎     |  |  |      |      |      |      |      |      |
|           |           |           |           |           |           |  |  | 文太       | 文太       | 文太       | 文太       | 文太       | 文太       |  |  | 文五郎     | 文五郎     | 文五郎     | 文五郎     | 文五郎     | 文五郎     |  |  |      |      |      |      |      |      |
|           |           |           |           |           |           |  |  | 文福       | 文福       | 文福       | 文福       | 文福       | 文福       |  |  | 茶がま     | 茶がま     | 茶がま     | 茶がま     | 茶がま     | 茶がま     |  |  |      |      |      |      |      |      |
|           |           |           |           |           |           |  |  | 文福       | 文福       | 文福       | 文福       | 文福       | 文福       |  |  | 茶がま     | 茶がま     | 茶がま     | 茶がま     | 茶がま     | 茶がま     |  |  |      |      |      |      |      |      |
|           |           |           |           |           |           |  |  |            |            |            |            |            |            |  |  | まめだ     |            |            |            |            |            |  |  |      |      |      |      |      |      |
|           |           |           |           |           |           |  |  |            |            |            |            |            |            |  |  |            |            |            |            |            |            |  |  |      |      |      |      |      |      |
|           |           |           |           |           |           |  |  |            |            |            |            |            |            |  |  | ぽんぽ娘   |            |            |            |            |            |  |  |      |      |      |      |      |      |
|           |           |           |           |           |           |  |  |            |            |            |            |            |            |  |  |            |            |            |            |            |            |  |  |      |      |      |      |      |      |
|           |           |           |           |           |           |  |  |            |            |            |            |            |            |  |  | 和歌ぽん   |            |            |            |            |            |  |  |      |      |      |      |      |      |
|           |           |           |           |           |           |  |  |            |            |            |            |            |            |  |  |            |            |            |            |            |            |  |  |      |      |      |      |      |      |
|           |           |           |           |           |           |  |  | 文喬       | 文喬       | 文喬       | 文喬       | 文喬       | 文喬       |  |  | 福枝       | 福枝       | 福枝       | 福枝       | 福枝       | 福枝       |  |  |      |      |      |      |      |      |
|           |           |           |           |           |           |  |  | 文喬       | 文喬       | 文喬       | 文喬       | 文喬       | 文喬       |  |  | 福枝       | 福枝       | 福枝       | 福枝       | 福枝       | 福枝       |  |  |      |      |      |      |      |      |
|           |           |           |           |           |           |  |  | 小枝       | 小枝       | 小枝       | 小枝       | 小枝       | 小枝       |  |  | 小留       | 小留       | 小留       | 小留       | 小留       | 小留       |  |  |      |      |      |      |      |      |
|           |           |           |           |           |           |  |  | 小枝       | 小枝       | 小枝       | 小枝       | 小枝       | 小枝       |  |  | 小留       | 小留       | 小留       | 小留       | 小留       | 小留       |  |  |      |      |      |      |      |      |
|           |           |           |           |           |           |  |  | 枝女太     | 枝女太     | 枝女太     | 枝女太     | 枝女太     | 枝女太     |  |  | かかお     | かかお     | かかお     | かかお     | かかお     | かかお     |  |  |      |      |      |      |      |      |
|           |           |           |           |           |           |  |  | 枝女太     | 枝女太     | 枝女太     | 枝女太     | 枝女太     | 枝女太     |  |  | かかお     | かかお     | かかお     | かかお     | かかお     | かかお     |  |  |      |      |      |      |      |      |
|           |           |           |           |           |           |  |  | 梅枝 (4)   |            |            |            |            |            |  |  |            |            |            |            |            |            |  |  |      |      |      |      |      |      |
|           |           |           |           |           |           |  |  |            |            |            |            |            |            |  |  |            |            |            |            |            |            |  |  |      |      |      |      |      |      |
|           |           |           |           |           |           |  |  | あやめ (3) | あやめ (3) | あやめ (3) | あやめ (3) | あやめ (3) | あやめ (3) |  |  | おとめ     | おとめ     | おとめ     | おとめ     | おとめ     | おとめ     |  |  |      |      |      |      |      |      |
|           |           |           |           |           |           |  |  | あやめ (3) | あやめ (3) | あやめ (3) | あやめ (3) | あやめ (3) | あやめ (3) |  |  | おとめ     | おとめ     | おとめ     | おとめ     | おとめ     | おとめ     |  |  |      |      |      |      |      |      |
|           |           |           |           |           |           |  |  | 坊枝       |            |            |            |            |            |  |  |            |            |            |            |            |            |  |  |      |      |      |      |      |      |
|           |           |           |           |           |           |  |  |            |            |            |            |            |            |  |  |            |            |            |            |            |            |  |  |      |      |      |      |      |      |
|           |           |           |           |           |           |  |  | 文昇 (4)   |            |            |            |            |            |  |  |            |            |            |            |            |            |  |  |      |      |      |      |      |      |
|           |           |           |           |           |           |  |  |            |            |            |            |            |            |  |  |            |            |            |            |            |            |  |  |      |      |      |      |      |      |
|           |           |           |           |           |           |  |  | こけ枝     |            |            |            |            |            |  |  |            |            |            |            |            |            |  |  |      |      |      |      |      |      |
|           |           |           |           |           |           |  |  |            |            |            |            |            |            |  |  |            |            |            |            |            |            |  |  |      |      |      |      |      |      |
|           |           |           |           |           |           |  |  | 文三 (5)   | 文三 (5)   | 文三 (5)   | 文三 (5)   | 文三 (5)   | 文三 (5)   |  |  | 小文三     | 小文三     | 小文三     | 小文三     | 小文三     | 小文三     |  |  |      |      |      |      |      |      |
|           |           |           |           |           |           |  |  | 文三 (5)   | 文三 (5)   | 文三 (5)   | 文三 (5)   | 文三 (5)   | 文三 (5)   |  |  | 小文三     | 小文三     | 小文三     | 小文三     | 小文三     | 小文三     |  |  |      |      |      |      |      |      |
|           |           |           |           |           |           |  |  | かい枝     |            |            |            |            |            |  |  |            |            |            |            |            |            |  |  |      |      |      |      |      |      |
|           |           |           |           |           |           |  |  |            |            |            |            |            |            |  |  |            |            |            |            |            |            |  |  |      |      |      |      |      |      |

### 林家染丸一門
| 染丸 (4) | 染丸 (4) | 染丸 (4) | 染丸 (4) | 染丸 (4) | 染丸 (4) |  |  | うさぎ   | うさぎ | うさぎ | うさぎ | うさぎ | うさぎ |
| 染丸 (4) | 染丸 (4) | 染丸 (4) | 染丸 (4) | 染丸 (4) | 染丸 (4) |  |  | うさぎ   | うさぎ | うさぎ | うさぎ | うさぎ | うさぎ |
|          |          |          |          |          |          |  |  | 花丸     |        |        |        |        |        |
|          |          |          |          |          |          |  |  |          |        |        |        |        |        |
|          |          |          |          |          |          |  |  | 菊丸 (3) |        |        |        |        |        |
|          |          |          |          |          |          |  |  |          |        |        |        |        |        |
|          |          |          |          |          |          |  |  | 竹丸     |        |        |        |        |        |
|          |          |          |          |          |          |  |  |          |        |        |        |        |        |
|          |          |          |          |          |          |  |  | 笑丸     |        |        |        |        |        |
|          |          |          |          |          |          |  |  |          |        |        |        |        |        |
|          |          |          |          |          |          |  |  | 愛染     |        |        |        |        |        |
|          |          |          |          |          |          |  |  |          |        |        |        |        |        |

## NUX、ネット、クリエーター
- 小林直樹（トライアルバイクのデモンストレーター）

## 芸術家
- ジミー大西
- 篠原勝之
- マックス桐島 - ハリウッド映画プロデューサー

## 文化人

### 男性
- 相澤英孝（弁護士 / 一橋大学教授）
- 石井貴士（作家、実業家、元アナウンサー）
- 岡田斗司夫
- 田尾和俊（讃岐うどん評論家・麺通団団長 / 四国学院大学教授）
- パラダイス山元（グリーンランド国際サンタクロース協会・公認サンタクロース）
- シウマ（風水師）
- 俊宥（僧侶）
- 小林玉明（僧侶）
- 足立基浩（和歌山大学教授）
- 竹原信夫（有限会社産業情報化新聞社 代表取締役）
- タック川本（国際ビジネス＆スポーツアナリスト）
- 佐藤幹夫（演出家）
- マックス桐島（ハリウッド映画プロデューサー）
- 宮脇センム（海洋堂顧問（元専務取締役・代表取締役社長） / 大阪芸術大学教授）
- 森川友義（早稲田大学教授）
- あきと（マジシャン）
- 松沢成文（参議院議員、前神奈川県知事）
- チャーリィ古庄
- 菱田シンヤ
- 和田卓也（映画監督）
- 石原和幸（庭園デザイナー、株式会社石原和幸デザイン研究所代表取締役）
- 中野寛成（元政治家）
- 畑山博史（ジャーナリスト）
- 森川友義（早稲田大学国際教養学部教授）
- 吉野敏明（歯科医師）
- 野村太一郎（和泉流狂言師）
- マンボウやしろ（脚本家、演出家、元カリカ）
- 中村元樹（構成作家、元サヨナラダンス）
- 辻裕明（作家、元バガリア）
- 東風孝広（漫画家）

### 女性
- 牧穂エミ（作詞家）
- 藤川奈々（フリーアナウンサー）
- 山瀬理桜（ヴァイオリニスト）
- 白河桃子（ジャーナリスト、ライター）
- 白石真澄（評論家）
- 小文字由子（エッセイスト、タレント）
- 保谷瑠美子（イラストレーター/グラフィックデザイナー、墨絵アニメーション作家）
- 大原鶴美（P.C.S.マスタートレーナー）
- 池内ひろ美
- 田中美絵子（政治家・金沢市議会議員）
- 田宮緑子（紅茶研究家 講師、元芸名:片山理子）
- 竹森現紗（弁護士）
- 真栄田貞子（琉球料理 料理人、講師）
- 今井美紀（ヨガインストラクター、健康運動指導士）
- 西川礼華（医師）
- 細川知佐子（摂南大学非常勤講師）
- 旺季志ずか（脚本家、小説家、劇作家、演出家）
- 石井櫻乃 （3代目書家・日本で唯一の『マインドフルネス書道TR』伝道師。）
- 今井美紀（ヨガ・ピラティスアドバンスインストラクター）
- TAKAKO （ビューティーアドバイザー）
- 西川礼華（医師 美容皮膚科）
- ぬゅぬゅゅゆゅゅゅゅゅ（元芸名:バターぬりえ）
- 山内美鳳（書家）
- 林久美子（元参議院議員）
- 久代萌美（フリーアナウンサー）
- 亀井京子（フリーアナウンサー）
- 日下怜奈（フリーアナウンサー）
- 弭間花菜（フリーアナウンサー）[1]

## 諸芸
- あきと（マジシャン）
- 川上じゅん（腹話術）
- 河内家菊水丸（河内音頭）
- 二代目京山幸枝若（浪花節）
- 桂慶枝（バルーンアート）
- Mr.マサヒロ（マジシャン）
- ジョニー広瀬（マジシャン）
- 松旭斎小天正（マジシャン）
- 横木ジョージ&レミ（イリュージョンマジシャン）
- 小やっこ・呉羽（三人奴の後を継いだ三味線漫才のコンビ）
- 淀家萬月（大道芸パフォーマーで南京玉すだれと中国駒で活躍している）
- 漫談太郎（漫談）
- 腹筋善之介（一人芝居）
- 平和ラッパ・梅乃ハッパ（音曲漫才）
- サウンドコピー（声帯模写コンビ）
- 服部宝観（占い師）
- プリンセス天功（イリュージョニスト）
- 翠みち代（モノマネ）
- 隼ブラザーズ（アクロバットのコンビ、隼ブラザーズの1人の隼ポリンはワールドゲームズ・トランポリン日本代表。）
- おしどり（夫婦音曲漫才）
- こっこ（Mr.ボールドの弟子で一輪車ショーの芸人）
- チャンバラJr.（チャンバラトリオの弟子、コント劇をしている。他にチャンバラ軍団として活動している）

## タレント・俳優

### 俳優
- 明樂哲典
- 伊藤明賢
- 井本涼太（劇団そとばこまち）
- 遠藤かおる
- 大坪貴史
- 奥野裕介
- 川下大洋
- 是近敦之
- コッセこういち
- 後藤ひろひと
- 大西ユースケ
- 小竹佑典
- 齋藤晋介
- 坂本あきら
- 澤田俊輔
- 重山邦輝
- 島岡亮丞
- 須藤智彦
- 反橋宗一郎
- 田中尚樹（劇団そとばこまち）
- 高須賀浩司
- 武田裕光
- 武田幸三（元キックボクシング選手）
- 竹村仁志
- 中村龍史（俳優、演出家、振付師）
- 西川忠志
- 成島敏晴
- 新谷佳士（劇団そとばこまち）
- 福田転球
- 福村進
- 腹筋善之介
- 細川優
- 本郷壮二郎
- 帽子屋・お松
- マシ・オカ（2010年6月よりアドバイザリー契約）
- 森公平
- 山内圭哉
- 山田将之
- 山本剛史（旧：エス・エス・エム）
- RUN&GUN（宮下雄也、米原幸佑、永田彬）
- 金井浩人
- 啓豪
- 室田晃（父親は俳優の室田日出男）
- 白間太陽（姉は元NMB48の白間美瑠[2]）
- 直江喜一[3]

### 女優
- 真理アンヌ
- 斉藤林子
- 小川菜摘
- 平田敦子
- 佑希梨奈
- あんじ
- たくませいこ
- 伊藤修子（劇団拙者ムニエル所属）
- 夏花
- 倉田あみ（元宝塚歌劇団星組男役）
- 枝村明子
- 中野公美子
- 武内由紀子
- 原万紀子
- 木夏リオ
- 桂木梨江
- 西方凌
- 池脇千鶴（旧：エス・エス・エム）
- 別府あゆみ
- 三木美加子
- 高橋靖子
- 手塚理美（2016年4月〜 ）
- 川村明香
- 綾野アリス
- 和泉（劇団そとばこまち）
- 川崎亜沙美
- 夏川加奈子（ラジオドラマ声優、画家）
- 奈良岡にこ
- 森碕ひろか
- 道さわこ
- 宮澤竹美
- 伊藤真奈美
- 川﨑珠莉
- 鈴井優
- 鈴木那奈
- 田坂理絵
- 夏川加奈子
- 木原実優（天気予報士・俳優 木原実の娘）

### タレント
- いもうと（畦地愛実=のちの愛実、児玉絹世）
- 一ノ瀬文香
- 高杉'Jay'二郎
- 諭吉（おなべタレント）
- 濱根隆
- 石野桜子
- 佐々木ひろみ
- 柳川真菜
- 目黒沙織
- 安田由紀奈
- 古谷文乃（元大阪パフォーマンスドール，現(s)pirit color）
- YOPPY（山本美子）（元大阪パフォーマンスドール）
- 前田政二（元銀次・政二）
- Titan
- TORO
- 小林優美
- 佐藤麻衣
- 福本愛菜（元NMB48、2013年7月2日より。2013年7月1日のNMB48卒業日まではKYORAKU吉本.ホールディングスに所属）
- リー・イージェー
- 服部さやか
- ロバータ
- なべおさみ
- 石井いづみ[4]
- 小澤慎一朗（元ピスタチオ）
- 吉田朱里（元NMB48）[5]
- エンジェルこま（タレント、女優、ヒーラー、スピリチュアルクリエイター）
- 渋谷凪咲（元NMB48、タレント、女優）
- 汐宮あまね（コスプレイヤー、プロ雀士）

## アーティスト

### 男性
- 間慎太郎
- 高野健一
- 永崎翔
- ROOKiEZ is PUNK'D
- OWV
- OCTPATH
- ENJIN

### 女性
- Fayray
- Seek
- つぼみ大革命（アイドルユニット）
- MindaRyn（Yoshimoto Entertainment(Thailand)所属）

## ダンサー
- HIDEBOH
- 黄帝心仙人
- エグスプロージョン（まちゃあき、おばらよしお）
- ひとりでできるもん
- ISOPP

## その他
- KAMIYAMA（パフォーマー）
- Piper
- フーコン家（マネキン人形の短編ドラマ『オー!マイキー』のキャラクターでファミリー）
- 大阪プロレス（プロレス団体。業務提携）

## ヨシスポ（吉本スポーツ）所属 スポーツ選手・関係者
かつてヤクルトスワローズに在籍した投手・小坂勝仁が吉本興業に社員として在籍。彼が友人関係であった野球選手のマネジメントをしたことがきっかけで、吉本興業はスポーツ選手のマネジメント・オフのメディア出演調整などに積極的に取り組むようになっている。「ヨシスポ － 吉本スポーツ」所属。

### 業務提携
- オリックス・バファローズ（プロ野球チーム。業務提携）
- コベルコ神戸スティーラーズ（ラグビーチーム。業務提携）
- 大阪エヴェッサ（プロバスケットチーム。業務提携）

### 野球
- 西村徳文（元プロ野球選手。ベイサイドリーグゼネラルマネージャー)
- 大塚晶文（元プロ野球選手。中日ドラゴンズコーチ）
- 石井貴（元プロ野球選手。東北楽天ゴールデンイーグルスコーチ）
- 加藤豪将（北海道日本ハムファイターズ）
- 岸孝之（東北楽天ゴールデンイーグルス）
- 涌井秀章（中日ドラゴンズ）
- 石井一久（元プロ野球選手。吉本の契約社員。東北楽天ゴールデンイーグルス監督兼元ゼネラルマネージャー）
- 田澤純一（台湾・味全ドラゴンズ）
- 高津臣吾（東京ヤクルトスワローズ監督）
- 森繁和（元中日ドラゴンズ監督）
- 友利結（元プロ野球選手）
- 斎藤隆（元プロ野球選手。横浜DeNAベイスターズコーチ）
- 石井弘寿（元プロ野球選手。東京ヤクルトスワローズコーチ）
- 山本和範（元プロ野球選手。愛称は、カズ山本）
- 牧田和久
- 星野伸之（元プロ野球選手）
- サブロー（元プロ野球選手。東北楽天ゴールデンイーグルスファームディレクター。本名:大村三郎）
- 青木宣親（東京ヤクルトスワローズ）
- 村上宗隆（東京ヤクルトスワローズ）
- 福留孝介（中日ドラゴンズ）
- 片岡保幸（元プロ野球選手）
- 黒田博樹（元プロ野球選手）
- 髙嶋仁（元智辯学園和歌山高校監督、現名誉監督）
- 野々村直通（画家、教育評論家。元高等学校教員・野球指導者）
- 長崎望未（ソフトボール）

### サッカー
- 大黒将志（プロサッカー選手）
- 太田宏介（プロサッカー選手）
- 丹羽大輝（プロサッカー選手）
- 近藤岳登（プロサッカー選手）
- 相馬崇人（プロサッカー選手）
- 森重真人（プロサッカー選手）
- 駒野友一（プロサッカー選手）
- 山瀬功治（プロサッカー選手）
- 齋藤学（プロサッカー選手）
- 難波宏明（プロサッカー選手）
- 千葉和彦（プロサッカー選手）
- 永井義文（プロサッカー選手）
- 松田力（プロサッカー選手）
- 初瀬亮（プロサッカー選手）
- 東隼也（プロサッカー選手）
- 永島昭浩（元プロサッカー選手）
- 本並健治（元プロサッカー選手）
- 松波正信（元プロサッカー選手）
- 平山相太（元プロサッカー選手）2018年5月〜 所属

### ゴルフ
- 全美貞（ゴルフ）（日本国内マネージメント契約）
- 大塚有理子（ゴルフ）
- 佐々木慶子（ゴルフ）
- 増田哲仁（ゴルフ）

### その他競技
- 河口正史（アメリカンフットボール）
- 福藤豊（アイスホッケー）
- 井岡弘樹（プロボクシング）元世界チャンピオン
- 郷司利也子（プロボクシング）
- 脇阪寿一（レーシングドライバー）
- アリスター・オーフレイム（格闘技）
- 小野龍猛（バスケット選手）
- 田中光（元体操選手）
- 野呂玲花（サーファー）
- 日野龍樹（フィギュアスケート選手）
- 前田マヒナ（サーファー）
- 美濃越舞（プロテニス選手）
- 岡崎朋美（元スピードスケート選手）
- 中西悠子（元水泳選手）
- 今井月（水泳選手）
- 谷口一家（柔道）

## 劇団 THE フォービーズ
吉本興業の劇団、劇団 THE フォービーズ。放送作家の小杉四駆郎と堀江B面が2005年に立ち上げ、彼らが脚本・演出を手がけている。現在は3ヶ月に1度のペースで公演を行っている。フォービーズの名前の由来は、2人の名前を合体させたところからの由来。
- 小杉四駆郎 （主宰・脚本・演出）
- 堀江B面 （主宰・脚本・演出）
- 青柳佑弥
- あっぱれコイズミ
- 伊藤真奈美
- 高平圭
- 今村聡
- いぐちしおり
- 宮本徳子
- 寺澤綾
- 一之瀬亮太
- 水野以津美
- 岡田亜矢
- 藤原怜子

## 京橋花月よる芝居劇団
京橋花月で行われている「よる芝居」を中心に活躍する劇団、京橋花月よる芝居劇団。平成21年（2009年）に行われたオーディションで選ばれたメンバーで活動している。平成22年（2010年）3月に旗揚げ公演。
- 新居里彩
- 金澤芳江
- 川嵜めぐみ
- 小竹佑典
- 斉藤晋介
- 田坂理絵
- 富樫世羅
- 成山あづさ
- 平本茜子
- 帽子屋お松
- 昌美
- ますみ
- 水澤美帆
- 南志保
- 綿田大

## Showtitle所属
吉本系列のアイドルグループ、ダンサー・パフォーマーなどが所属。

## 少女歌劇団Mimosine.
吉本興業と広井王子がプロデュースした少女歌劇団。

## よしもとゲーミング
吉本興業が結成と育成をしたエレクトロニック・スポーツ（eスポーツ）のゲーマー（選手）のチーム。 

## BSよしもと
吉本興業の子会社の放送局に所属するアナウンサー。

## 過去に所属していたタレント

### 漫才・お笑い
- ミスワカナ・玉松一郎（戦前・戦中の看板、1939年4月、新興キネマ演芸部に引き抜かれる）
- 横山エンタツ・花菱アチャコ
- 酒井くにお・とおる（松竹芸能に移籍）
- 人生幸朗・生恵幸子
- やすよ（元やすえ・やすよ）
- 宇野志津香（元トゥナイト）
- きびのだんご（元どんきほ〜て）
- 軌保博光（元TEAM-0。吉本退社後、映画監督、路上詩人として活動。2002年に「てんつくマン」に改名）
- ピンクダック（レイコ、ミチ）
- タツヤ（元ヤンキース）
- メンバメイコボルスミ11（ビク・トリア、ココ・シャネル）
- ライト坂田（元ライム・ライト）
- 中田圭祐（元中田はじめ・圭祐）
- 雄大（元ボブキャッツ）
- 中田なおき（現・オフィスキイワード所属）
- 西川小のり（現・松竹芸能所属）
- 横山ノック（2007年死去）
- 上岡龍太郎（若手時代のごく一時期のみ、その後独立。2000年引退）
- 横山やすし（度重なる不祥事で専属契約解除）
- 島田洋七（B&B、現・オスカープロモーション所属。自著の「がばいばあちゃん」シリーズ関連の収益について事務所と対立した末に専属契約解除）
- 島田洋八（B&B、現・ポートレーブ所属）
- 島田紳助（紳助・竜介解散後、タレントとして活動。2011年、暴力団構成員との親密な関係が発覚し不祥事の責任を取る形で引退）
- 松本竜介（2006年死去）
- ヒロシ（福岡吉本出身、現・サンミュージック所属、福岡吉本時代は「ベイビーズ」というコンビで活動）
- 竹山隆範（現・カンニング竹山）（福岡吉本出身、現・サンミュージック所属、福岡吉本時代は「ター坊ケン坊」というコンビで活動）
- くわばたりえ（クワバタオハラ）（現・ホリプロコム所属、吉本時代は「テディベア」というコンビで活動）
- 河本栄得（元ベイブルース。1994年在籍中に死去）
- はないたち（花井章仁、舘昌美）
- スピードワゴン（小沢一敬、井戸田潤）（名古屋吉本出身、現・ホリプロコム所属、名古屋吉本時代は別々のコンビで活動）
- ザブングル（加藤歩、松尾陽介）（名古屋吉本出身、元・ワタナベエンターテインメントに所属し、名古屋吉本時代は別々のコンビで活動。解散後加藤はピン芸人「ザブングル加藤」として活動）
- スギちゃん（名古屋吉本出身、現・サンミュージック所属、名古屋吉本時代は「フランクフルト」「霊血サンデー」というコンビで活動）
- えとう窓口（Wエンジン）（現・ワタナベエンターテインメント所属）
- ロッチ（中岡創一、コカドケンタロウ）（現・ワタナベエンターテインメント所属、吉本時代は別々のコンビで活動）
- G★MENS（ザコシショウ、静岡茶っぱ）（静岡茶っぱは引退、ザコシショウはピン芸人「ハリウッドザコシショウ」として活動）
- バイきんぐ（小峠英二、西村瑞樹）（現・SMA NEET Project所属）
- 錦鯉（長谷川雅紀、渡辺隆）（長谷川は札幌吉本出身、渡辺は東京吉本出身、現・SMA NEET Project所属）
- だーりんず（松本りんす、小田祐一郎）（松本は名古屋吉本出身、小田は東京吉本出身、現・SMA NEET Project所属）
- Hi-Hi（上田浩二郎、岩崎一則）（東京吉本出身、現・ケイダッシュステージ所属、東京吉本時代は「ダブルモッシュ」のコンビ名で活動）
- 風藤松原（風藤康二、松原義和）（現・太田プロダクション所属、吉本時代は別々のコンビで活動）
- カナメストーン（山口誠、零士）（現・マセキ芸能社所属）
- 植松哲平（元シュガーライフ、現在はDJ、相方だった安達健太郎はその後ボン溝黒と「カナリア」を結成）
- 木部信彦（元ビッキーズ、相方だった須知裕雅（現・すっちー）はピン芸人に転向）
- 木川かえる（漫画家で2005年死去）
- ぴのっきを（蛸島屋鶴千代、清水共一、解散後清水はピン芸人「清水キョウイチ郎」として活動していたが2006年在籍中に死去）
- コラアゲンはいごうまん（2020年までWAHAHA本舗に所属し、2021年以降はフリー）
- こやまきみこ（お笑い・声優）
- パンチユーホー
- 大西浩仁（元ちゃらんぽらん、2008年引退）
- 前田五郎（元コメディNo.1、2009年中田カウス脅迫状送付事件に関与していたとして契約解除）
- 増田倫子（元桜、2009年引退）
- 亀山房代（2009年死去）
- ミヤコ（元非常階段。1996年在籍中に死去）
- 山内祥聖（元四次元ナイフ）
- 田中邦彦（元ザ・ワールド）
- 浅本美加（元キンチャク）
- 大平シロー（元太平サブロー・シロー。2012年在籍中に死去）
- 植村朋弘（元じゃぴょん）
- 菅原知明（元フレンチブルドッグ）
- ザ・やなせふなおか（柳瀬たかお（2024年在籍中に死去[6]）、舟岡昭浩）
- 林克治（元カリカ、2011年引退）
- 吉本峰之（元ストリーク、2012年引退）
- ジェントル（元ミルククラウン、現・G-STAR.PRO所属）
- 三輪善行（元金時、現在は松竹芸能に所属し、「なにわプラッチック」というコンビで活動）
- 池田佳祥（元バカトケムリ）
- 大木つばさ（元つばさ・きよし、2013年引退）
- ほしのディスコ（パーパー）（現・マセキ芸能社所属、吉本時代は「カーディガン」というコンビで活動）
- 若月（若月徹、若月亮）（若月徹は落語家「三遊亭鳳月」として活動）
- ヤーレンズ（楢原真樹、出井隼之介）（現・ケイダッシュステージ所属、吉本時代は「パープーズ」として活動）
- 後藤秀樹
- ロシアンモンキー（川口清行、すーなか、2014年解散）
- 阿部磨有香（元少年少女、2014年引退）
- 海原しおり（2014年在籍中に死去）
- 長田融季（元りあるキッズ、2015年自身のプライベート問題で実質引退）
- 今いくよ・くるよ（今いくよ（2015年在籍中に死去）、今くるよ（2024年在籍中に死去[7]））
- チャンバラトリオ（志茂山高也、山根伸介（2015年在籍中に死去））
- カズ（元カズ&アイ、2015年迷惑防止条例違反容疑（盗撮）で逮捕され、引退）
- モストデンジャラス（Mr.X、キバ）
- 砂金秀明（元オープンスペース、現在はSMA NEET Projectに所属し、「いななき」というコンビで活動）
- オモロー山下（元ジャリズム、2016年芸人を引退し、芸能記者に転向。2017年12月に「インタビューマン山下」に改名）
- 島田洋之介・今喜多代（1985年、洋之介は在籍中に死去、喜多代はその後大滝エージェンシー所属）
- 明太Co（元新喜劇の木村明、高石太、木村はプレイボーイズに参加、高石は松竹新喜劇に移籍のちに北海道を拠点）
- 栗山直人（元アームストロング。現在は芸名を「くり」としてパチスロ必勝本専属ライターとしてパチスロ番組中心に活動）
- ナベ（元Bコース、相方だったタケト・ハブ（現・歩子）はそれぞれピン芸人に転向）
- 有吉弘行（元猿岩石、現在は太田プロダクション所属）
- 北見寛明（元ベイビーギャング）（現・たけし軍団所属）
- おやきくん（元タカダ・コーポレーション）
- マリリンジョイ（東京吉本出身、現・フリー）
- テント（2016年死去）
- ちんぺい（国場、ゆっちゃん）
- 古谷健太（2018年、契約終了）
- 近藤裕希（元バース、インディゴ、2018年引退）
- 楽しんご（現・PABLO）
- 入江慎也（カラテカ、2019年、振り込め詐欺グループとの闇営業を仲介した事が発覚し契約解消）[8]
- SNOBゆか（元SNOB、2019年在籍中に滞在先のジャマイカで急死）[9]
- 宮迫博之（元雨上がり決死隊、2019年7月19日契約解除）
- おにぎり（元ニューロマンス、2019年引退）[10]
- 市原（市川龍之介、原田英樹）
- 葛原亜依
- 平川幸男（元Wヤング、2019年在籍中に死去）[11]
- 川口敦典（元てんしとあくま、2020年在籍中に死去）[12]
- オリエンタルラジオ（中田敦彦、藤森慎吾）[13]
- 西野亮廣（キングコング、2021年1月30日契約終了、現在は個人事務所「株式会社CHIMNEY TOWN」所属）
- ユウキロック（元ハリガネロック、2021年2月26日退社）
- 加藤浩次（極楽とんぼ、2021年3月31日契約終了）
- デッカチャン（2021年3月31日退社）
- チャーリー浜（2021年在籍中に死去）[14]
- 辻イト子（元辻イト子・まがる、2021年在籍中に死去）
- 永井佑一郎（2021年5月31日退社、現在は「J-BRAVE」所属）[15][16]
- 臼杵寛（元dボタン、現・B-Box所属）
- なかやまきんに君（2021年12月31日退社）[17]
- 上田だう（元きんめ鯛、2022年引退）[18]
- 清水圭（元清水圭・和泉修、2022年4月引退）[19]
- 中田ボタン（元中田カウス・ボタン、2023年2月20日契約解除）[20]
- 寿一実（2023年、在籍中に死去）[21]
- 須藤理恵（元青空、2023年在籍中に死去）[22]
- 桑原和男（2023年在籍中に死去）[23]
- おかゆうた（元おかけんた・ゆうた、2023年在籍中に死去）[24]
- 坂田利夫（元コメディNo.1、2023年在籍中に死去）[25]
- 田村亮（元ロンドンブーツ1号2号、2023年12月31日エージェント契約終了）[26]
- ハリセンボン（箕輪はるか、近藤春菜）（現・GATE所属）[27]
- 和泉修（ケツカッチン、2024年1月退社）
- 岩橋良昌（元プラス・マイナス、2024年2月22日契約解消）[28]
- 誠子（元尼神インター、2024年3月31日退社）[29]
- 清水香奈芽（元ハイツ友の会、2024年引退）[30]
- 斉藤慎二（元ジャングルポケット、2024年10月7日契約解除）[31]
- エハラマサヒロ（2024年11月30日退社）[32]
- 海野裕二（元ジェラードン、2025年2月9日契約終了）[33]
- 山田亮（2025年在籍中に死去）[34]
- 髙比良くるま（令和ロマン、2025年4月28日契約終了）[35]

### 文化人
- 奥山英志（リポーター、2011年死去）
- 勝谷誠彦（コラムニスト・写真家、2018年死去）
- 栗城史多（登山家、2018年死去）
- 森田正光（気象予報士）2017年 - 2019年頃まで在籍
- ジョン・ムウェテ・ムルアカ（政治評論家、2023年死去）[36]
- 鈴木美智子（エッセイスト、2025年死去）[37]

### 芸術家
- 明和電機
- 樋口あゆ子 - ピアニスト。

### 諸芸
- Mr.ボールド（2003年、在籍中に死去）
- 一陽斎蝶一（2018年死去）

### 俳優・タレント
- 堺駿二（堺正章の父親）
- 井田國彦
- 西川弘志（西川きよし・ヘレン夫妻の二男）
- 風花舞（元宝塚歌劇団月組トップ娘役）
- 愛純もえり（元宝塚歌劇団花組娘役）
- 川田晴久（川田義雄）
- 江利チエミ（デビュー当時に所属）
- 名高達男（プロダクション尾木に移籍）
- 西脇美智子（アクション女優）
- 田村英里子 （女優）（日本国内マネジメント契約）
- ビビアン・スー （女優）（日本国内マネジメント契約）
- 梶尾舞（女優）（NSCジュニアに所属していた）
- 竹中絵里（東宝芸能に移籍）
- 石原真理子
- 石丸謙二郎
- 木村一八
- 甲賀瑞穂
- 浜村淳
- 松尾敏伸
- 西興一朗（現在スリーフィールドに所属）
- ありすがわゆき（大食いタレント）
- 竹下宏太郎（現在キューブに所属）
- ジャガー横田（1990年代、吉本女子プロレスJd'に所属）
- 増本庄一郎（妻は冨永みーな、2006年にユマニテに移籍）
- 小松未可子（元いもうと、現在は声優として活動）
- 南果歩（2012年12月1日、ホリ・エージェンシーに移籍）
- 今村源兵
- 丘寵児
- 上山竜司（RUN&GUN）（キューブに移籍）
- 吉田エマ
- 新地梨絵
- 谷侑加子
- 西本はるか（お笑いコンビ 元パイレーツ、コンビ解散後、一時期吉本に所属）
- 柳沢超（元忍者）
- 大村崑
- 桂木梨江
- 松田百香（旧：エス・エス・エム、2017年12月退社）
- ちすん（2020年1月、ファザーズコーポレーションに移籍）
- 野沢聡（2022年2月、81プロデュースに移籍）
- 榊原徹士

### 歌手
- デーモン閣下
- 聖飢魔II
- 岡村靖幸
- まいける（アイドルグループ「MAM（マム）」）
- テイトウワ
- 小室哲哉
- 森ひろこ（当時は「森宏子」。大阪パフォーマンスドール）
- 稲葉貴子（元大阪パフォーマンスドール。太陽とシスコムーン（T&Cボンバー）の一員として活躍していた）
- 山野香恵（元大阪パフォーマンスドール、現在はゴスペルシンガーとして活躍中）
- クロード・チアリ
- 砂川恵理歌
- 水木ケイ
- よしもとグラビアエージェンシー
- 樋口あゆ子
- 吉田このみ
- MAM
- IKECHAN
- 奥村兄弟
- 加藤大祐
- 木下航志
- 藤原いくろう
- ヒデオ銀次

### 落語家
- 柳家金語楼（戦前の東京吉本のトップスター）
- 柳家三亀松（戦前の東京吉本のトップスター）
- 二代目露乃五郎
- 月亭可朝
- 月亭かなめ（ぜんじろうとのコンビ月亭かなめ・ぜんじろうとして活動、現・銀河亭かなめとして活動）
- 二代目笑福亭松之助（五代目松鶴弟子、2019年在籍中に死去）
- 桂三金（六代文枝弟子、2019年在籍中に死去）
- 三代目笑福亭仁鶴（五代目松鶴弟子、2021年在籍中に死去）[38]
- 五代目林家小染（四代目小染弟子、2024年在籍中に死去）[39]
- 笑福亭智六（五代目松鶴弟子、2024年在籍中に死去）[40]

### スポーツ
- ボビー・バレンタイン（野球）（元・ボストン・レッドソックス、千葉ロッテマリーンズ監督）
- 加藤久（京都サンガ監督）
- 阿久津貴志（元プロサッカー選手）
- オッティ（元プロサッカー選手）
- 青山薫（ゴルフ）
- 大町昭義（ゴルフ・太平洋クラブアカデミー校長）
- 増田哲仁（ゴルフ）
- 村田亘（ラグビー）
- スペル・デルフィン（プロレスラー）
- 若菜嘉晴（野球）
- 板東英二（野球）（最終所属は中日ドラゴンズ。2014年1月16日 - 2018年4月）

### その他のタレント
- 伝次郎（吉本新喜劇では飼い犬をしたり各所で登場する犬の着ぐるみ。マスコット的な存在でテレビの新喜劇中継番組『日曜笑劇場』にも出演・登場した）